# Critérium du Dauphiné 2012
La 64e édition du Critérium du Dauphiné a eu lieu du 3 au 10 juin 2012. Il s'agit de la 16e épreuve de l'UCI World Tour 2012.
L'épreuve a été remportée par le Britannique Bradley Wiggins (Sky), devant son coéquipier australien Michael Rogers et un autre australien Cadel Evans (BMC Racing). Wiggins, vainqueur du contre-la-montre et présent dans les premières positions aux arrivées des deux étapes de montagne, remporte sa troisième course World Tour de l'année après Paris-Nice et le Tour de Romandie. Il confirme ainsi son statut de favori pour le prochain Tour de France.
Evans, lauréat de la 1re étape et régulièrement dans le top 10 des étapes, remporte le classement par points. Le Colombien Cayetano Sarmiento (Liquigas-Cannondale) termine avec le maillot de meilleur grimpeur tandis que le Néerlandais Wilco Kelderman (Rabobank) s'adjuge le classement du meilleur jeune. L'équipe britannique Sky, vainqueur de deux étapes, et surtout avec trois coureurs dans les quatre premiers du général, remporte logiquement le classement par équipes.

## Présentation

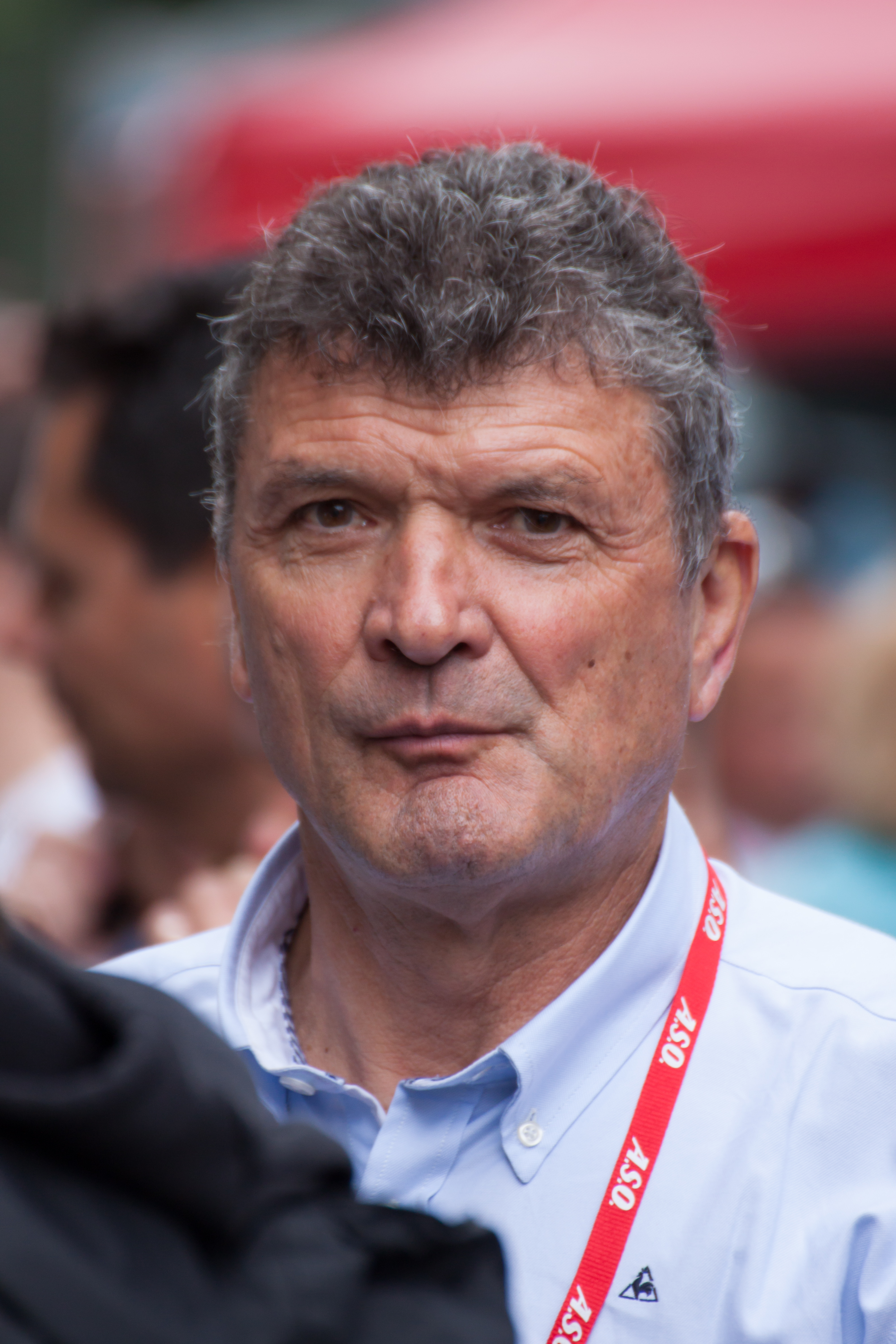
Bernard Thévenet, directeur de la course, ici lors du prologue à Grenoble
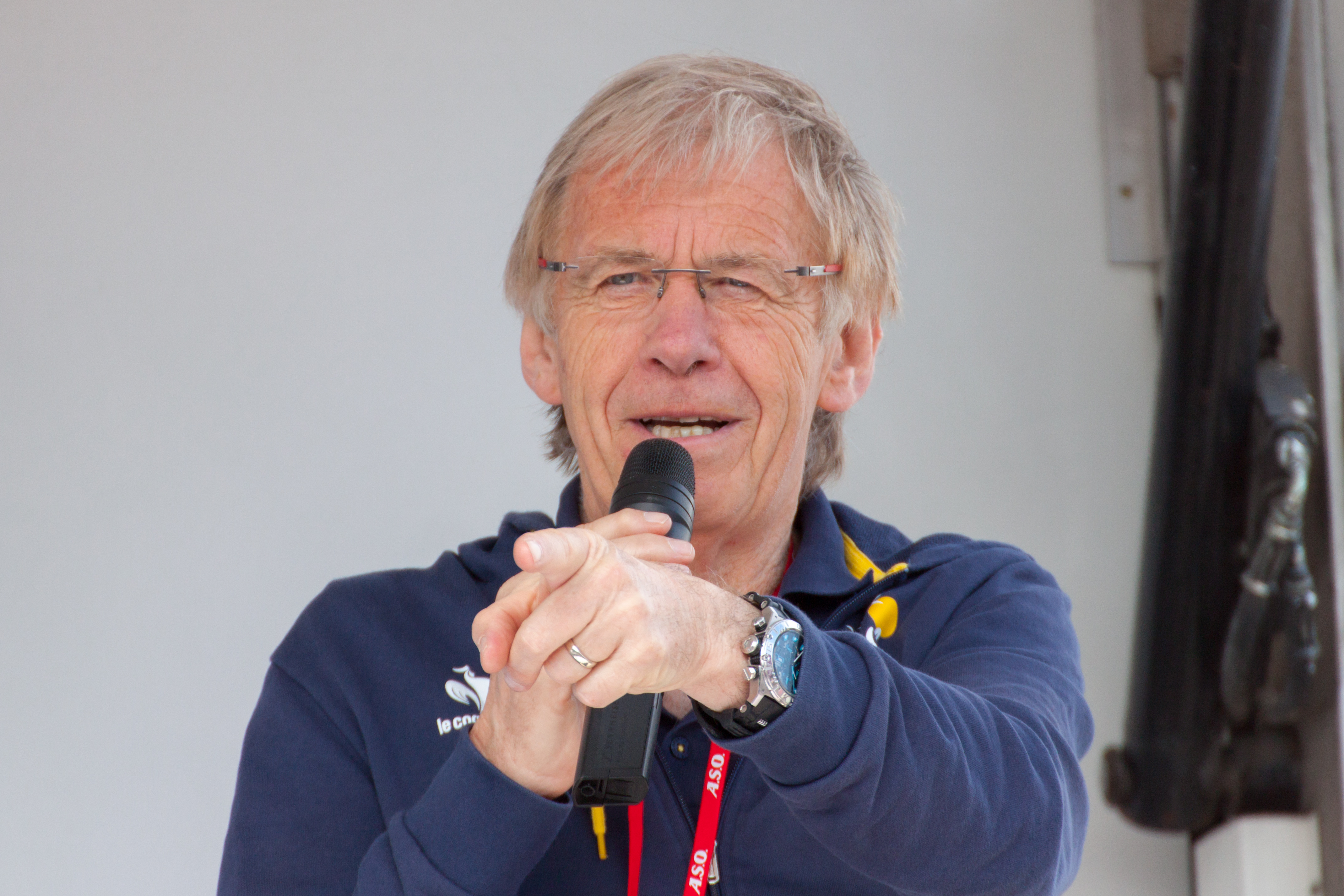
Daniel Mangeas la « Voix du Tour », lors de la présentation des coureurs au départ de la 1re étape à Seyssins
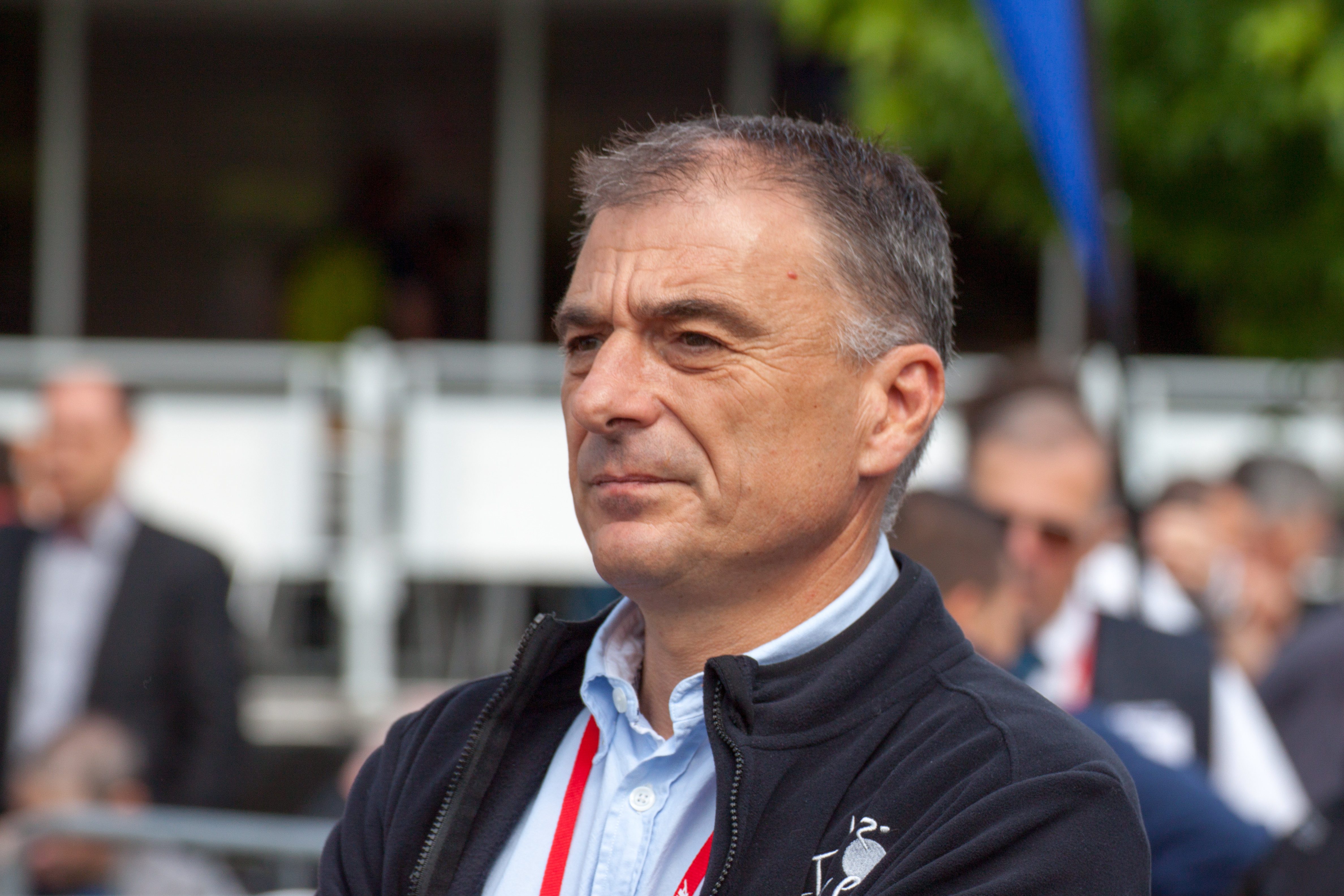
François Lemarchand, directeur du cyclisme du Critérium 2012

### Parcours
Le prologue se déroule à Grenoble, sur un parcours de 5,7 km. Les 2 premières étapes en lignes sont pour puncheurs, la suivante pour sprinteurs. La 4e étape est un contre-la-montre de 53 km. Le col du Grand Colombier fait son retour dans le Critérium du Dauphiné lors de la 5e étape. La course se termine par deux étapes de montagne,.

### Équipes
L'organisateur Amaury Sport Organisation a communiqué la liste des équipes invitées le 26 avril 2012. 22 équipes participent à ce Critérium du Dauphiné - 18 ProTeams et 4 équipes continentales professionnelles :
| ProTeams (18)- AG2R La Mondiale - Astana - BMC Racing Team - Euskaltel-Euskadi - FDJ-BigMat - Garmin-Barracuda - Katusha Team - Lampre-ISD - Liquigas-Cannondale - Lotto-Belisol - Movistar Team - Omega Pharma-Quick Step - Orica-GreenEDGE - Rabobank - RadioShack-Nissan - Saxo Bank - Sky - Vacansoleil - DCM Équipes continentales professionnelles (4)- Argos-Shimano - Cofidis, le Crédit en Ligne - Saur-Sojasun - Team Europcar |
| |

### Favoris
Le tenant du titre Bradley Wiggins (Sky), vainqueur cette année de Paris-Nice et du Tour de Romandie, est un des favoris à sa succession, assisté notamment par Christopher Froome et Richie Porte. De nombreux protagonistes du prochain Tour de France sont ses principaux adversaires : Cadel Evans, Andy Schleck, Denis Menchov, Vincenzo Nibali, Samuel Sánchez, Jurgen Van den Broeck, Janez Brajkovič, vainqueur en 2010, Tejay van Garderen, Rein Taaramäe, notamment,,,.
Plusieurs spécialistes du contre-montre sont présents, notamment David Millar (Garmin-Barracuda), le champion du monde de la spécialité Tony Martin (Omega Pharma-Quick Step), Luke Durbridge (Orica-GreenEDGE) et Michael Rogers (Sky).
Plusieurs sprinteurs participent également : John Degenkolb (Argos-Shimano), Borut Božič (Astana), Michael Matthews (Rabobank), Edvald Boasson Hagen (Sky) et Juan José Haedo (Saxo Bank).

## Étapes
| Étape     | Date    | Villes étapes                        | type                        | Distance (km) | Vainqueur d'étape    | Leader du classement général |
| --------- | ------- | ------------------------------------ | --------------------------- | ------------- | -------------------- | ---------------------------- |
| Prologue  | 3 juin  | Grenoble – Grenoble                  | prologue                    | 5,7           | Luke Durbridge       | Luke Durbridge               |
| 1re étape | 4 juin  | Seyssins – Saint-Vallier             | étape vallonnée             | 187           | Cadel Evans          | Bradley Wiggins              |
| 2e étape  | 5 juin  | Lamastre – Saint-Félicien            | étape de moyenne montagne   | 160           | Daniel Moreno        | Bradley Wiggins              |
| 3e étape  | 6 juin  | Givors – La Clayette                 | étape de plaine             | 167           | Edvald Boasson Hagen | Bradley Wiggins              |
| 4e étape  | 7 juin  | Villié-Morgon – Bourg-en-Bresse      | contre-la-montre individuel | 53            | Bradley Wiggins      | Bradley Wiggins              |
| 5e étape  | 8 juin  | Saint-Trivier-sur-Moignans – Rumilly | étape de moyenne montagne   | 186,5         | Arthur Vichot        | Bradley Wiggins              |
| 6e étape  | 9 juin  | Saint-Alban-Leysse – Morzine         | étape de montagne           | 166,5         | Nairo Quintana       | Bradley Wiggins              |
| 7e étape  | 10 juin | Morzine – Châtel                     | étape de montagne           | 126           | Daniel Moreno        | Bradley Wiggins              |

## Déroulement de la course

### Prologue
Ce Critérium du Dauphiné commence par un prologue dans Grenoble de 5,7 km, plat et comprenant cinq virages.
| \| Classement de l'étape \| Classement de l'étape \| Classement de l'étape \| Classement de l'étape \| Classement de l'étape \| \| Coureur \| Coureur \| Pays \| Équipe \| Temps \| \| --------------------- \| --------------------- \| --------------------- \| ----------------------- \| --------------------- \| \| 1er \| Luke Durbridge \| Australie \| Orica-GreenEDGE \| 6 min 38 s \| \| 2e \| Bradley Wiggins \| Royaume-Uni \| Team Sky \| + 1 s \| \| 3e \| Andriy Grivko \| Ukraine \| Astana \| + 3 s \| \| 4e \| Carlos Barredo \| Espagne \| Rabobank \| + 3 s \| \| 5e \| Tony Martin \| Allemagne \| Omega Pharma-Quick Step \| + 5 s \| \| 6e \| Simon Gerrans \| Australie \| Orica-GreenEDGE \| + 5 s \| \| 7e \| Paul Martens \| Allemagne \| Rabobank \| + 5 s \| \| 8e \| Sylvain Chavanel \| France \| Omega Pharma-Quick Step \| + 6 s \| \| 9e \| Cadel Evans \| Australie \| BMC Racing Team \| + 6 s \| \| 10e \| Andrey Amador \| Costa Rica \| Movistar Team \| + 7 s \| |                  |             |                         |            |
| |                  |             |                         |            |
| |                  |             |                         |            |
| Classement de l'étape |                  |             |                         |            |
| Coureur | Coureur          | Pays        | Équipe                  | Temps      |
| 1er | Luke Durbridge   | Australie   | Orica-GreenEDGE         | 6 min 38 s |
| 2e | Bradley Wiggins  | Royaume-Uni | Team Sky                | + 1 s      |
| 3e | Andriy Grivko    | Ukraine     | Astana                  | + 3 s      |
| 4e | Carlos Barredo   | Espagne     | Rabobank                | + 3 s      |
| 5e | Tony Martin      | Allemagne   | Omega Pharma-Quick Step | + 5 s      |
| 6e | Simon Gerrans    | Australie   | Orica-GreenEDGE         | + 5 s      |
| 7e | Paul Martens     | Allemagne   | Rabobank                | + 5 s      |
| 8e | Sylvain Chavanel | France      | Omega Pharma-Quick Step | + 6 s      |
| 9e | Cadel Evans      | Australie   | BMC Racing Team         | + 6 s      |
| 10e | Andrey Amador    | Costa Rica  | Movistar Team           | + 7 s      |

| \| Classement général \| Classement général \| Classement général \| Classement général \| Classement général \| \| Coureur \| Coureur \| Pays \| Équipe \| Temps \| \| ------------------ \| ------------------ \| ------------------ \| ----------------------- \| ------------------ \| \| 1er \| Luke Durbridge \| Australie \| Orica-GreenEDGE \| 6 min 38 s \| \| 2e \| Bradley Wiggins \| Royaume-Uni \| Team Sky \| + 1 s \| \| 3e \| Andriy Grivko \| Ukraine \| Astana \| + 3 s \| \| 4e \| Carlos Barredo \| Espagne \| Rabobank \| + 3 s \| \| 5e \| Tony Martin \| Allemagne \| Omega Pharma-Quick Step \| + 5 s \| \| 6e \| Simon Gerrans \| Australie \| Orica-GreenEDGE \| + 5 s \| \| 7e \| Paul Martens \| Allemagne \| Rabobank \| + 5 s \| \| 8e \| Sylvain Chavanel \| France \| Omega Pharma-Quick Step \| + 6 s \| \| 9e \| Cadel Evans \| Australie \| BMC Racing Team \| + 6 s \| \| 10e \| Andrey Amador \| Costa Rica \| Movistar Team \| + 7 s \| |                  |             |                         |            |
| |                  |             |                         |            |
| |                  |             |                         |            |
| Classement général |                  |             |                         |            |
| Coureur | Coureur          | Pays        | Équipe                  | Temps      |
| 1er | Luke Durbridge   | Australie   | Orica-GreenEDGE         | 6 min 38 s |
| 2e | Bradley Wiggins  | Royaume-Uni | Team Sky                | + 1 s      |
| 3e | Andriy Grivko    | Ukraine     | Astana                  | + 3 s      |
| 4e | Carlos Barredo   | Espagne     | Rabobank                | + 3 s      |
| 5e | Tony Martin      | Allemagne   | Omega Pharma-Quick Step | + 5 s      |
| 6e | Simon Gerrans    | Australie   | Orica-GreenEDGE         | + 5 s      |
| 7e | Paul Martens     | Allemagne   | Rabobank                | + 5 s      |
| 8e | Sylvain Chavanel | France      | Omega Pharma-Quick Step | + 6 s      |
| 9e | Cadel Evans      | Australie   | BMC Racing Team         | + 6 s      |
| 10e | Andrey Amador    | Costa Rica  | Movistar Team           | + 7 s      |

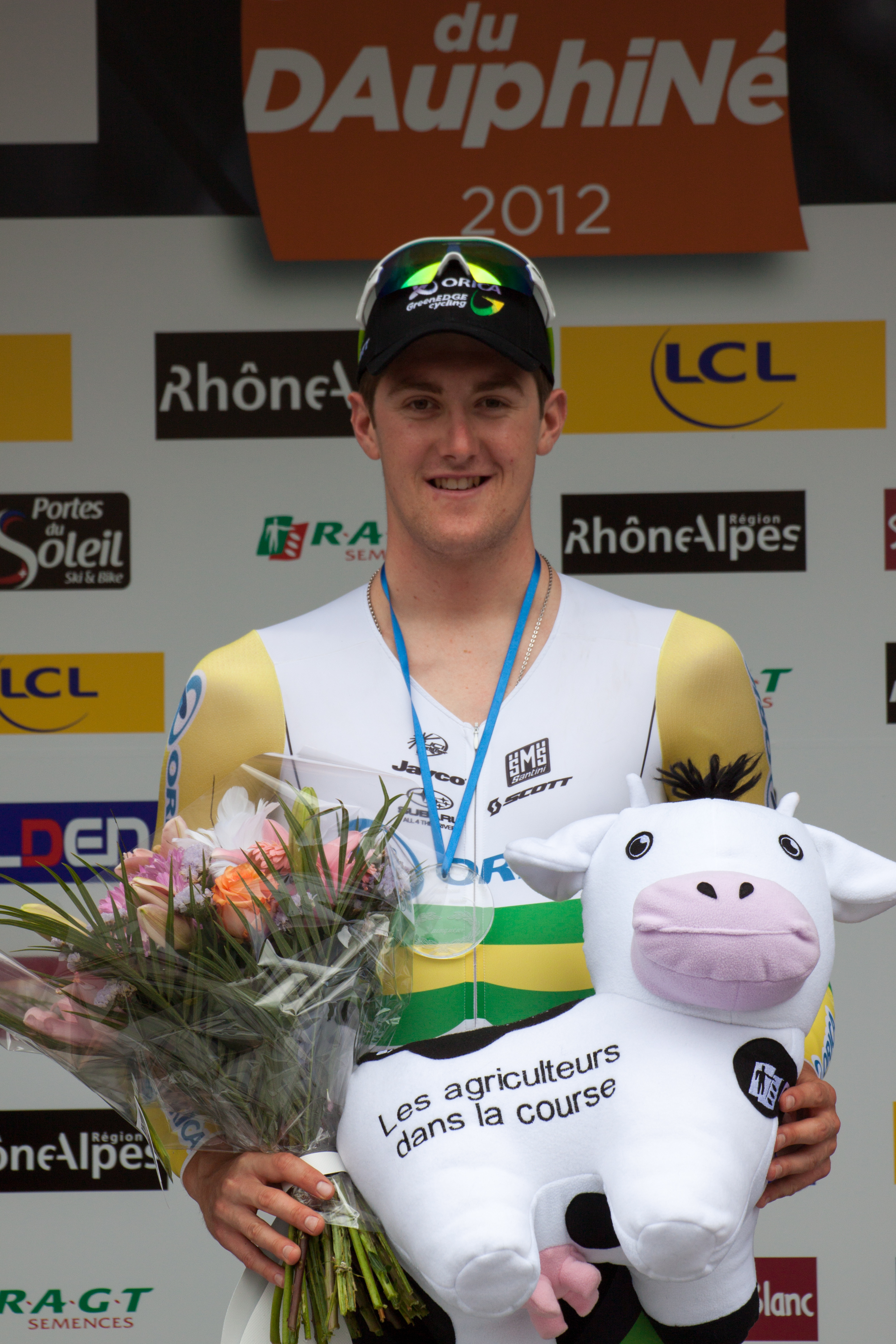
Luke Dubridge, vainqueur d'étape
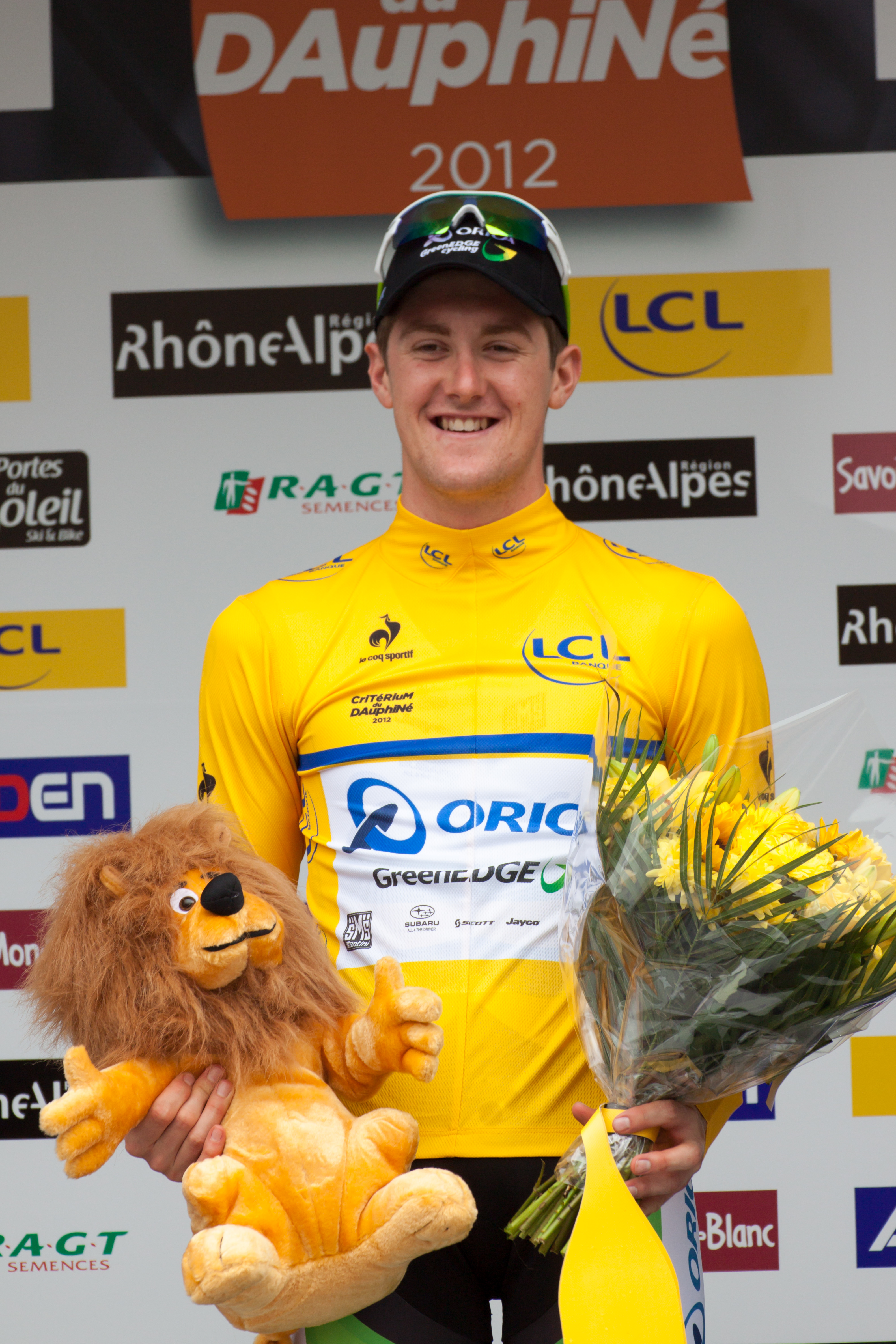
Luke Dubridge avec le maillot jaune de leader
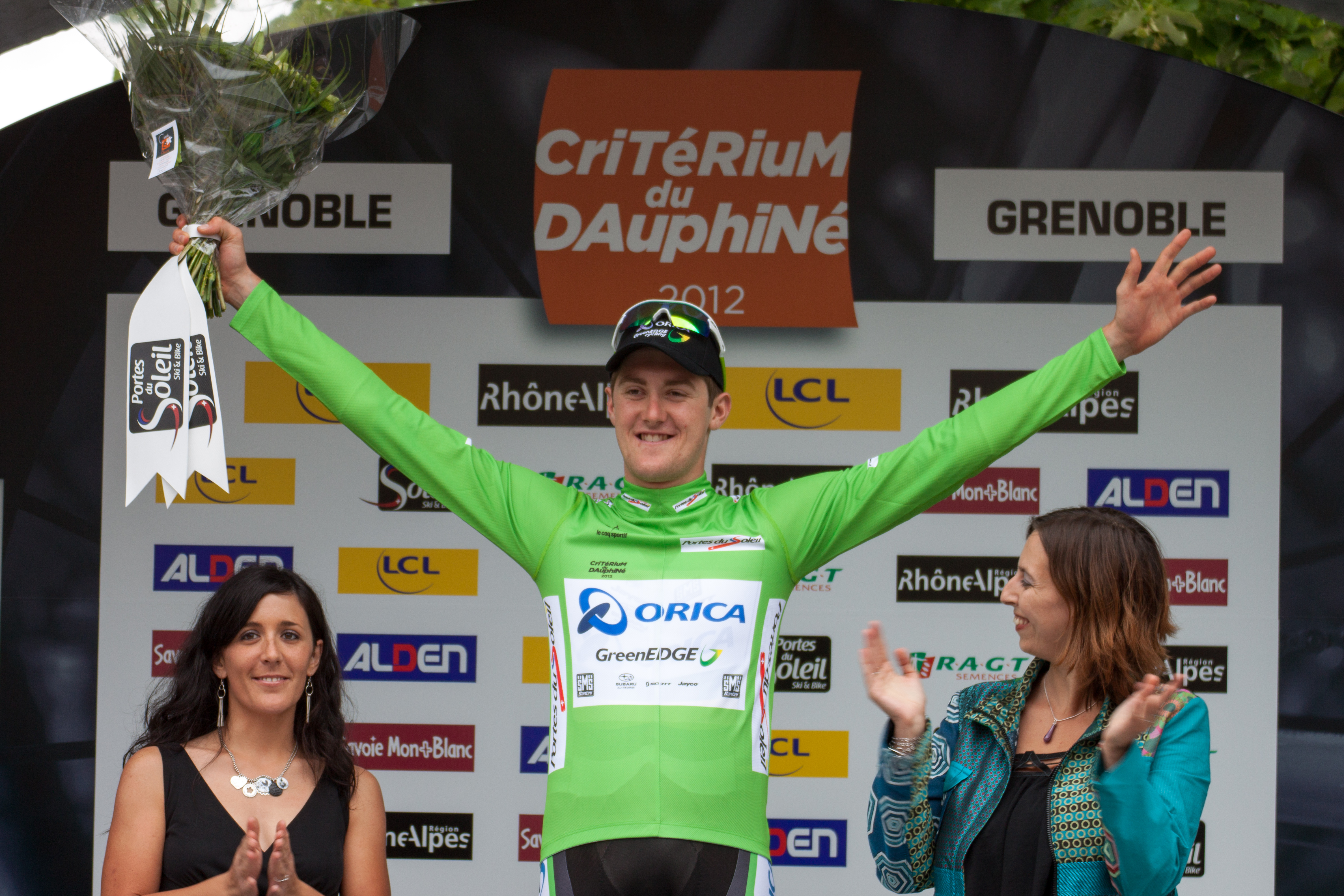
Luke Dubridge avec le maillot vert du meilleur sprinter
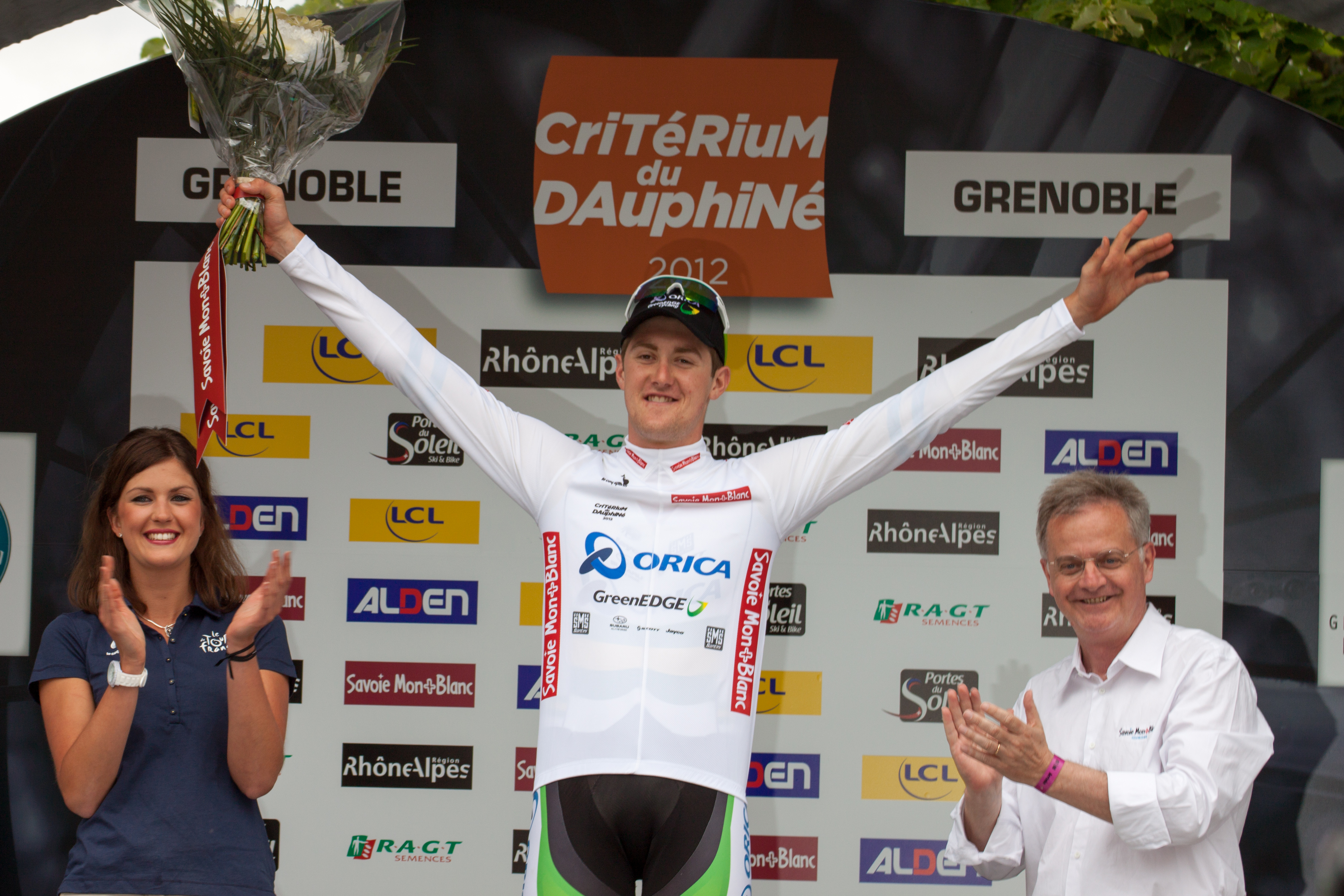
Luke Dubridge avec le maillot blanc, du meilleur jeune

### 1reétape

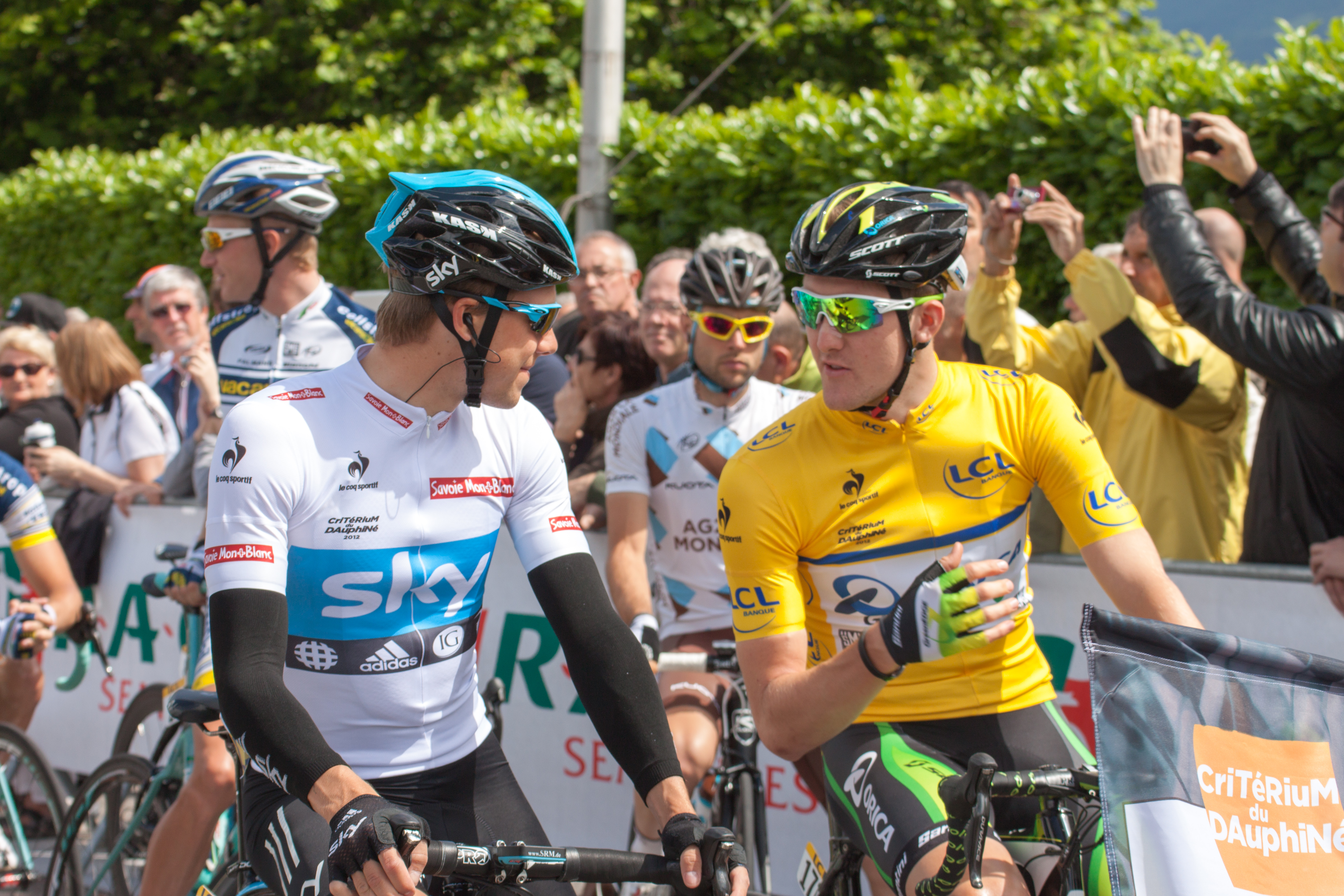
Edvald Boasson Hagen en blanc, Luke Durbridge en jaune au départ de Seyssins

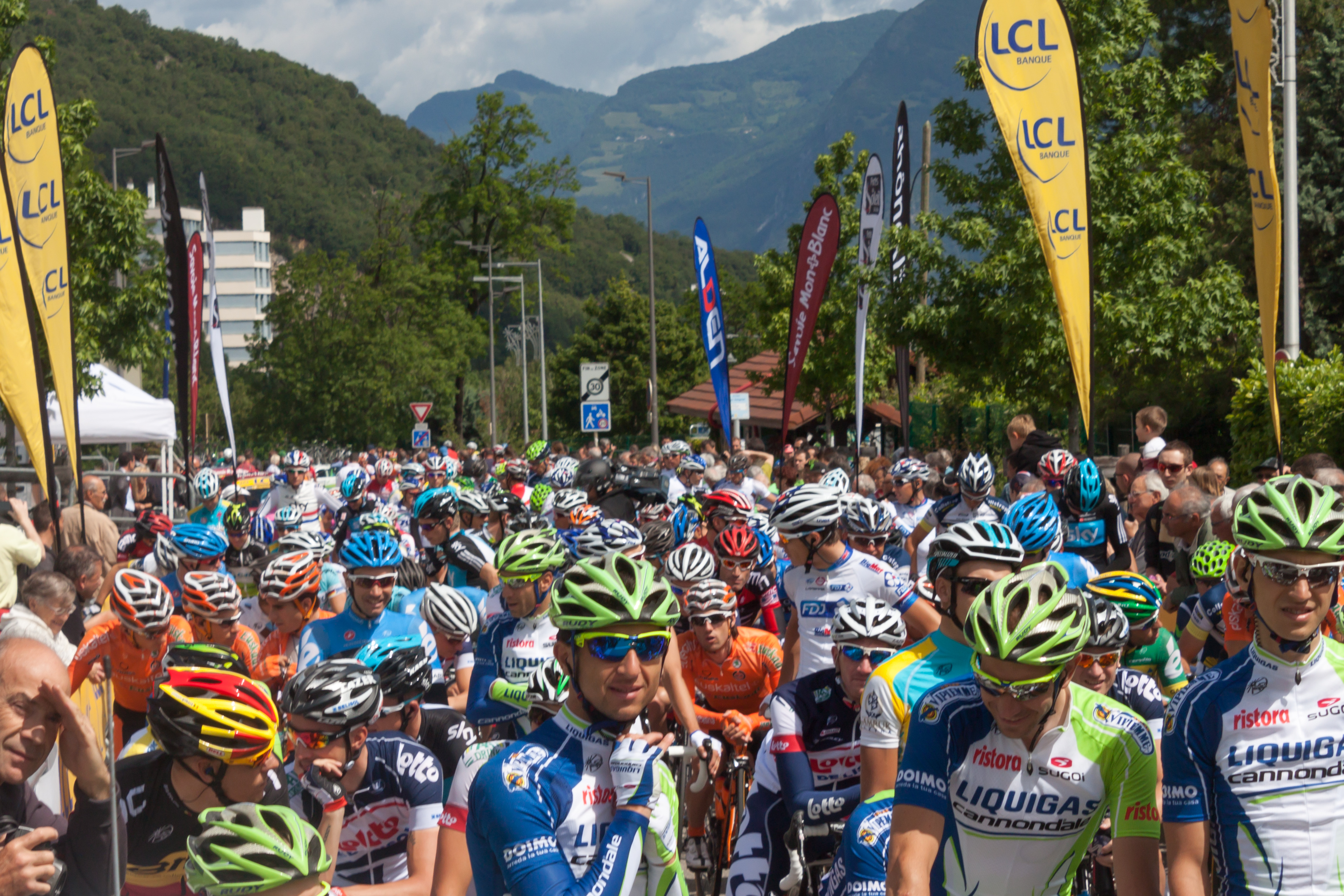
Les coureurs avant le départ de Seyssins

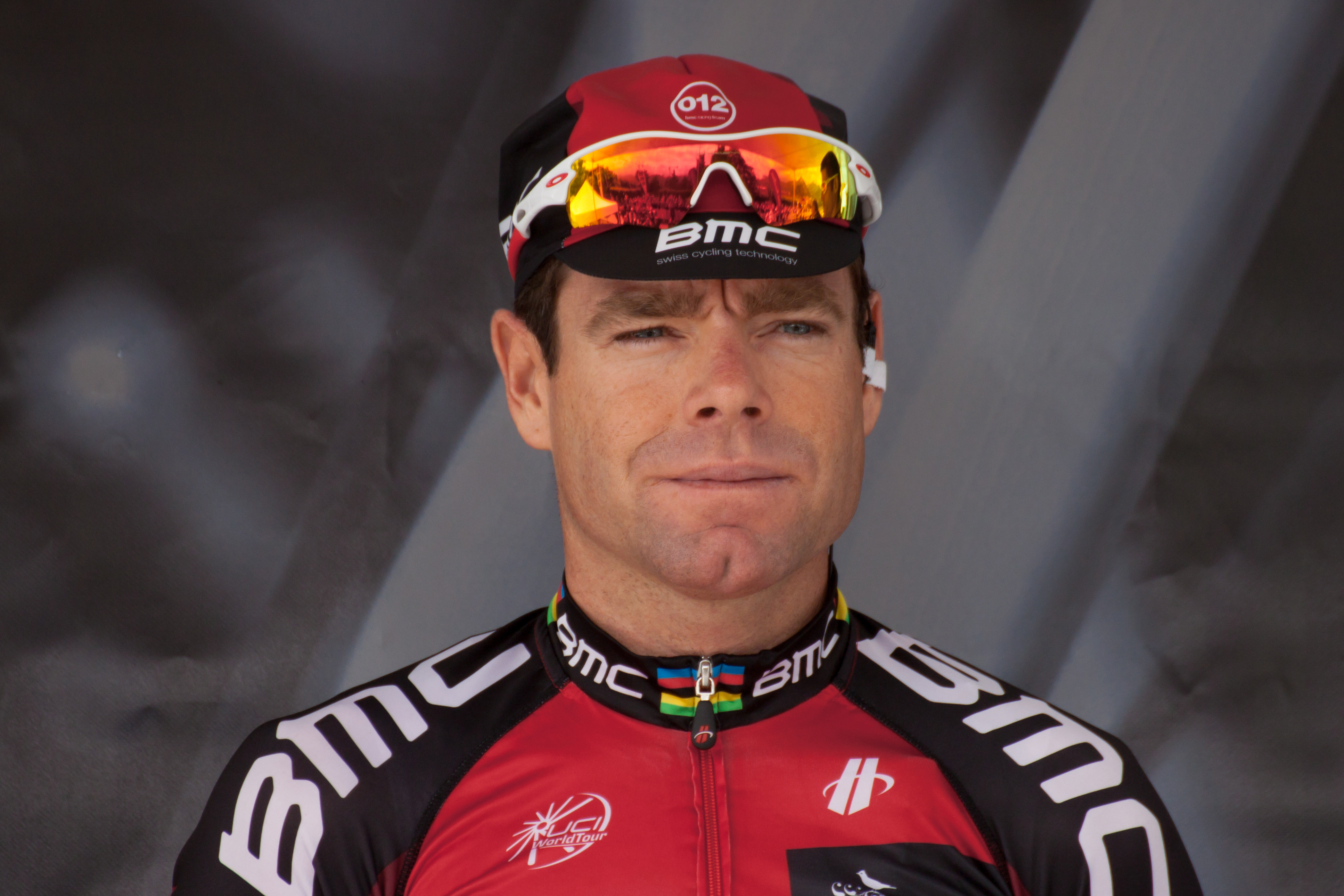
Cadel Evans, vainqueur de l'étape, juste avant le départ

Le départ de l'étape est donné à Seyssins, dans l'Isère. Après 20 km de plat, le parcours emprunte le col de Parménie (5,2 km à 6,7 %), classé en 2e catégorie et dont le sommet est au kilomètre 27. La côte de la Poulardière (1,9 km à 7 %), classée en 4e catégorie, se trouve 23 kilomètres plus loin. La côte de Chambaran (4,3 km à 4,7 %), classée en 3e catégorie et dont le sommet est situé au km 90,5, est abordée peu après le ravitaillement à Marcilloles. La course arrive ensuite dans la Drôme. Deux côtes de quatrième catégorie se succèdent en moins de dix kilomètres : la côte des Escoffiers (3,9 km à 4,1 %) et la côte des Potences (2,1 km à 6 %), dont les sommets sont placés aux kilomètres 142 et 149. La dernière difficulté du jour est la côte de la Sizeranne (2,9 km à 6,6 %), classée en 3e catégorie. Une fois le sommet (km 178) passé, les coureurs descendent vers Saint-Vallier, où est jugée l'arrivée, après 187 km de course.
Giovanni Bernaudeau (Europcar), Yukihiro Doi (Argos-Shimano), Nicolas Edet (Cofidis), Markel Irizar (RadioShack-Nissan), Maarten Tjallingii (Rabobank) et Sep Vanmarcke (Garmin-Barracuda) s'échappent dès les premiers kilomètres de l'étape. Leur avance maximale sur le peloton est de plus de 13 minutes. Celui-ci est emmené par les équipes Saur-Sojasun, Sky et Orica-GreenEDGE, relayées ensuite par les formations BMC Racing et Omega Pharma-Quick Step.
Lorsqu'il aborde la dernière difficulté, la côte de la Sizeranne, le groupe de tête ne comprend plus que quatre coureur et son avance est réduite à une minute. Dans l'ascension, Markel Irizar attaque et passe en tête de la course au sommet de la côte, tandis que son leader dans l'équipe RadioShack-Nissan, Andy Schleck, est distancé par le peloton. Irizar est ensuite rejoint par Cadel Evans (BMC Racing), Jérôme Coppel (Saur-Sojasun) et Andrey Kashechkin (Astana). Ces trois coureurs parviennent à conserver quelques secondes d'avance sur le peloton jusqu'à Saint-Vallier, Cadel Evans s'impose au sprint. Le peloton arrive quatre secondes plus tard. Nacer Bouhanni (FDJ-BigMat) y devance Tony Gallopin (RadioShack-Nissan) et Borut Božič (Astana).
Le porteur du maillot jaune, Luke Durbridge (Orica-GreenEDGE) arrive dans un groupe à 27 secondes et perd la première place du classement général, au profit de Bradley Wiggins (Sky). Andy Schleck et Alexandre Vinokourov (Astana), ancien vainqueur de l'épreuve, arrivent dans un autre groupe avec plus de trois minutes de retard. Samuel Sánchez (Euskaltel-Euskadi), qui a chuté en début d'étape, est le dernier à franchir la ligne d'arrivée, accompagné par deux coéquipiers.
Cadel Evans prend le maillot vert du classement par point. Giovanni Bernaudeau, passé en tête des quatre premières côtes de l'étape, est premier au classement de la montagne. Edvald Boasson Hagen (Sky) prend la première place du classement des jeunes aux dépens de Luke Durbridge, tandis que sa formation, s'empare de celle du classement par équipes.
| \| Classement de l'étape \| Classement de l'étape \| Classement de l'étape \| Classement de l'étape \| Classement de l'étape \| \| Coureur \| Coureur \| Pays \| Équipe \| Temps \| \| --------------------- \| --------------------- \| --------------------- \| ----------------------- \| --------------------- \| \| 1er \| Cadel Evans \| Australie \| BMC Racing Team \| 4 h 36 min 21 s \| \| 2e \| Jérôme Coppel \| France \| Saur-Sojasun \| + 0 s \| \| 3e \| Andrey Kashechkin \| Kazakhstan \| Astana \| + 0 s \| \| 4e \| Nacer Bouhanni \| France \| FDJ-BigMat \| + 4 s \| \| 5e \| Tony Gallopin \| France \| RadioShack-Nissan \| + 4 s \| \| 6e \| Borut Božič \| Slovénie \| Astana \| + 4 s \| \| 7e \| Gerald Ciolek \| Allemagne \| Omega Pharma-Quick Step \| + 4 s \| \| 8e \| Julien Simon \| France \| Saur-Sojasun \| + 4 s \| \| 9e \| Daniele Ratto \| Italie \| Liquigas-Cannondale \| + 4 s \| \| 10e \| Edvald Boasson Hagen \| Norvège \| Team Sky \| + 4 s \| |                      |            |                         |                 |
| |                      |            |                         |                 |
| |                      |            |                         |                 |
| Classement de l'étape |                      |            |                         |                 |
| Coureur | Coureur              | Pays       | Équipe                  | Temps           |
| 1er | Cadel Evans          | Australie  | BMC Racing Team         | 4 h 36 min 21 s |
| 2e | Jérôme Coppel        | France     | Saur-Sojasun            | + 0 s           |
| 3e | Andrey Kashechkin    | Kazakhstan | Astana                  | + 0 s           |
| 4e | Nacer Bouhanni       | France     | FDJ-BigMat              | + 4 s           |
| 5e | Tony Gallopin        | France     | RadioShack-Nissan       | + 4 s           |
| 6e | Borut Božič          | Slovénie   | Astana                  | + 4 s           |
| 7e | Gerald Ciolek        | Allemagne  | Omega Pharma-Quick Step | + 4 s           |
| 8e | Julien Simon         | France     | Saur-Sojasun            | + 4 s           |
| 9e | Daniele Ratto        | Italie     | Liquigas-Cannondale     | + 4 s           |
| 10e | Edvald Boasson Hagen | Norvège    | Team Sky                | + 4 s           |

| \| Classement général \| Classement général \| Classement général \| Classement général \| Classement général \| \| Coureur \| Coureur \| Pays \| Équipe \| Temps \| \| ------------------ \| -------------------- \| ------------------ \| ----------------------- \| ------------------ \| \| 1er \| Bradley Wiggins \| Royaume-Uni \| Team Sky \| 4 h 43 min 04 s \| \| 2e \| Cadel Evans \| Australie \| BMC Racing Team \| + 1 s \| \| 3e \| Andriy Grivko \| Ukraine \| Astana \| + 2 s \| \| 4e \| Carlos Barredo \| Espagne \| Rabobank \| + 2 s \| \| 5e \| Tony Martin \| Allemagne \| Omega Pharma-Quick Step \| + 4 s \| \| 6e \| Paul Martens \| Allemagne \| Rabobank \| + 4 s \| \| 7e \| Sylvain Chavanel \| France \| Omega Pharma-Quick Step \| + 5 s \| \| 8e \| Jérôme Coppel \| France \| Saur-Sojasun \| + 6 s \| \| 9e \| Andrey Amador \| Costa Rica \| Movistar Team \| + 6 s \| \| 10e \| Edvald Boasson Hagen \| Norvège \| Team Sky \| + 6 s \| |                      |             |                         |                 |
| |                      |             |                         |                 |
| |                      |             |                         |                 |
| Classement général |                      |             |                         |                 |
| Coureur | Coureur              | Pays        | Équipe                  | Temps           |
| 1er | Bradley Wiggins      | Royaume-Uni | Team Sky                | 4 h 43 min 04 s |
| 2e | Cadel Evans          | Australie   | BMC Racing Team         | + 1 s           |
| 3e | Andriy Grivko        | Ukraine     | Astana                  | + 2 s           |
| 4e | Carlos Barredo       | Espagne     | Rabobank                | + 2 s           |
| 5e | Tony Martin          | Allemagne   | Omega Pharma-Quick Step | + 4 s           |
| 6e | Paul Martens         | Allemagne   | Rabobank                | + 4 s           |
| 7e | Sylvain Chavanel     | France      | Omega Pharma-Quick Step | + 5 s           |
| 8e | Jérôme Coppel        | France      | Saur-Sojasun            | + 6 s           |
| 9e | Andrey Amador        | Costa Rica  | Movistar Team           | + 6 s           |
| 10e | Edvald Boasson Hagen | Norvège     | Team Sky                | + 6 s           |

### 2eétape
Cette étape se déroule en Ardèche. Le départ est donné à Lamastre et l'arrivée se trouve à Saint-Félicien. La première ascension répertoriée est le col de Montivernoux (16,1 km à 4,2 %), classé en 2e catégorie. Après le sommet (km 45), la route continue de monter pendant une dizaine de kilomètres et passe à Lachamp-Raphaël, le plus haut village d'Ardèche. Le ravitaillement se trouve après la descente, à Saint-Martin-de-Valamas. Se dirigeant vers le nord, le parcours comprend trois difficultés en moins de trente kilomètres : le col de Clavière (12,1 km à 3,7 %), classé en 2e catégorie, le col de Rochepaule (3,6 km à 4,8 %), classé en 3e catégorie, et le col de Lalouvesc (8,7 km à 5,1 %), classé en 2e catégorie, dont les sommets respectifs sont aux kilomètres 95, 108,5 et 121. Après cette dernière ascension, le parcours passe par une descente d'une quinzaine de kilomètres et le col de Fontaille (2,2 km à 4,9 %), une ascension de 4e catégorie dont le sommet est situé au kilomètres 138. L'arrivée est jugée au sommet de la côte de Saint-Félicien (2,5 km à 4,4 %), classée en quatrième catégorie.
| \| Classement de l'étape \| Classement de l'étape \| Classement de l'étape \| Classement de l'étape \| Classement de l'étape \| \| Coureur \| Coureur \| Pays \| Équipe \| Temps \| \| --------------------- \| --------------------- \| --------------------- \| --------------------- \| --------------------- \| \| 1er \| Daniel Moreno \| Espagne \| Katusha \| 4 h 02 min 38 s \| \| 2e \| Julien Simon \| France \| Saur-Sojasun \| + 0 s \| \| 3e \| Tony Gallopin \| France \| RadioShack-Nissan \| + 0 s \| \| 4e \| Rinaldo Nocentini \| Italie \| AG2R La Mondiale \| + 0 s \| \| 5e \| Jurgen Van den Broeck \| Belgique \| Lotto-Belisol \| + 0 s \| \| 6e \| Luis León Sánchez \| Espagne \| Rabobank \| + 0 s \| \| 7e \| Cadel Evans \| Australie \| BMC Racing Team \| + 0 s \| \| 8e \| Janez Brajkovič \| Slovénie \| Astana \| + 0 s \| \| 9e \| Bradley Wiggins \| Royaume-Uni \| Team Sky \| + 0 s \| \| 10e \| Thomas Voeckler \| France \| Team Europcar \| + 0 s \| |                       |             |                   |                 |
| |                       |             |                   |                 |
| |                       |             |                   |                 |
| Classement de l'étape |                       |             |                   |                 |
| Coureur | Coureur               | Pays        | Équipe            | Temps           |
| 1er | Daniel Moreno         | Espagne     | Katusha           | 4 h 02 min 38 s |
| 2e | Julien Simon          | France      | Saur-Sojasun      | + 0 s           |
| 3e | Tony Gallopin         | France      | RadioShack-Nissan | + 0 s           |
| 4e | Rinaldo Nocentini     | Italie      | AG2R La Mondiale  | + 0 s           |
| 5e | Jurgen Van den Broeck | Belgique    | Lotto-Belisol     | + 0 s           |
| 6e | Luis León Sánchez     | Espagne     | Rabobank          | + 0 s           |
| 7e | Cadel Evans           | Australie   | BMC Racing Team   | + 0 s           |
| 8e | Janez Brajkovič       | Slovénie    | Astana            | + 0 s           |
| 9e | Bradley Wiggins       | Royaume-Uni | Team Sky          | + 0 s           |
| 10e | Thomas Voeckler       | France      | Team Europcar     | + 0 s           |

| \| Classement général \| Classement général \| Classement général \| Classement général \| Classement général \| \| Coureur \| Coureur \| Pays \| Équipe \| Temps \| \| ------------------ \| ------------------ \| ------------------ \| ----------------------- \| ------------------ \| \| 1er \| Bradley Wiggins \| Royaume-Uni \| Team Sky \| 8 h 45 min 42 s \| \| 2e \| Cadel Evans \| Australie \| BMC Racing Team \| + 1 s \| \| 3e \| Andriy Grivko \| Ukraine \| Astana \| + 2 s \| \| 4e \| Carlos Barredo \| Espagne \| Rabobank \| + 2 s \| \| 5e \| Tony Martin \| Allemagne \| Omega Pharma-Quick Step \| + 4 s \| \| 6e \| Paul Martens \| Allemagne \| Rabobank \| + 4 s \| \| 7e \| Sylvain Chavanel \| France \| Omega Pharma-Quick Step \| + 5 s \| \| 8e \| Jérôme Coppel \| France \| Saur-Sojasun \| + 6 s \| \| 9e \| Andrey Amador \| Costa Rica \| Movistar Team \| + 6 s \| \| 10e \| Richie Porte \| Australie \| Team Sky \| + 6 s \| |                  |             |                         |                 |
| |                  |             |                         |                 |
| |                  |             |                         |                 |
| Classement général |                  |             |                         |                 |
| Coureur | Coureur          | Pays        | Équipe                  | Temps           |
| 1er | Bradley Wiggins  | Royaume-Uni | Team Sky                | 8 h 45 min 42 s |
| 2e | Cadel Evans      | Australie   | BMC Racing Team         | + 1 s           |
| 3e | Andriy Grivko    | Ukraine     | Astana                  | + 2 s           |
| 4e | Carlos Barredo   | Espagne     | Rabobank                | + 2 s           |
| 5e | Tony Martin      | Allemagne   | Omega Pharma-Quick Step | + 4 s           |
| 6e | Paul Martens     | Allemagne   | Rabobank                | + 4 s           |
| 7e | Sylvain Chavanel | France      | Omega Pharma-Quick Step | + 5 s           |
| 8e | Jérôme Coppel    | France      | Saur-Sojasun            | + 6 s           |
| 9e | Andrey Amador    | Costa Rica  | Movistar Team           | + 6 s           |
| 10e | Richie Porte     | Australie   | Team Sky                | + 6 s           |

### 3eétape
Le départ de la course est donné à Givors, dans le Rhône. Les trois côtes classées de cette étape sont situées dans la première moitié du parcours : la côte de Saint-André (4 km à 5,4 %), classée en 3e catégorie, la côte des Crêtes (3 km à 3,9 %), classée en 4e catégorie et dont le sommet est au kilomètre 32, et la côte de Vindry (1,6 km à 7 %), une ascension de 4e catégorie dont le sommet est au kilomètre 70,5. La course entre dans la Loire puis en Saône-et-Loire, où est jugée l'arrivée, à La Clayette, après 167 km de course.
| \| Classement de l'étape \| Classement de l'étape \| Classement de l'étape \| Classement de l'étape \| Classement de l'étape \| \| Coureur \| Coureur \| Pays \| Équipe \| Temps \| \| --------------------- \| --------------------- \| --------------------- \| ----------------------- \| --------------------- \| \| 1er \| Edvald Boasson Hagen \| Norvège \| Team Sky \| 4 h 22 min 13 s \| \| 2e \| Gerald Ciolek \| Allemagne \| Omega Pharma-Quick Step \| + 0 s \| \| 3e \| Borut Božič \| Slovénie \| Astana \| + 0 s \| \| 4e \| Roger Kluge \| Allemagne \| Argos-Shimano \| + 0 s \| \| 5e \| Murilo Fischer \| Brésil \| Garmin-Barracuda \| + 0 s \| \| 6e \| Tony Gallopin \| France \| RadioShack-Nissan \| + 0 s \| \| 7e \| Davide Cimolai \| Italie \| Lampre-ISD \| + 0 s \| \| 8e \| Michael Matthews \| Australie \| Rabobank \| + 0 s \| \| 9e \| Sébastien Hinault \| France \| AG2R La Mondiale \| + 0 s \| \| 10e \| Jonathan Cantwell \| Australie \| Saxo Bank \| + 0 s \| |                      |           |                         |                 |
| |                      |           |                         |                 |
| |                      |           |                         |                 |
| Classement de l'étape |                      |           |                         |                 |
| Coureur | Coureur              | Pays      | Équipe                  | Temps           |
| 1er | Edvald Boasson Hagen | Norvège   | Team Sky                | 4 h 22 min 13 s |
| 2e | Gerald Ciolek        | Allemagne | Omega Pharma-Quick Step | + 0 s           |
| 3e | Borut Božič          | Slovénie  | Astana                  | + 0 s           |
| 4e | Roger Kluge          | Allemagne | Argos-Shimano           | + 0 s           |
| 5e | Murilo Fischer       | Brésil    | Garmin-Barracuda        | + 0 s           |
| 6e | Tony Gallopin        | France    | RadioShack-Nissan       | + 0 s           |
| 7e | Davide Cimolai       | Italie    | Lampre-ISD              | + 0 s           |
| 8e | Michael Matthews     | Australie | Rabobank                | + 0 s           |
| 9e | Sébastien Hinault    | France    | AG2R La Mondiale        | + 0 s           |
| 10e | Jonathan Cantwell    | Australie | Saxo Bank               | + 0 s           |

| \| Classement général \| Classement général \| Classement général \| Classement général \| Classement général \| \| Coureur \| Coureur \| Pays \| Équipe \| Temps \| \| ------------------ \| ------------------ \| ------------------ \| ----------------------- \| ------------------ \| \| 1er \| Bradley Wiggins \| Royaume-Uni \| Team Sky \| 13 h 07 min 55 s \| \| 2e \| Cadel Evans \| Australie \| BMC Racing Team \| + 1 s \| \| 3e \| Andriy Grivko \| Ukraine \| Astana \| + 2 s \| \| 4e \| Carlos Barredo \| Espagne \| Rabobank \| + 2 s \| \| 5e \| Tony Martin \| Allemagne \| Omega Pharma-Quick Step \| + 4 s \| \| 6e \| Paul Martens \| Allemagne \| Rabobank \| + 4 s \| \| 7e \| Sylvain Chavanel \| France \| Omega Pharma-Quick Step \| + 5 s \| \| 8e \| Jérôme Coppel \| France \| Saur-Sojasun \| + 6 s \| \| 9e \| Andrey Amador \| Costa Rica \| Movistar Team \| + 6 s \| \| 10e \| Richie Porte \| Australie \| Team Sky \| + 6 s \| |                  |             |                         |                  |
| |                  |             |                         |                  |
| |                  |             |                         |                  |
| Classement général |                  |             |                         |                  |
| Coureur | Coureur          | Pays        | Équipe                  | Temps            |
| 1er | Bradley Wiggins  | Royaume-Uni | Team Sky                | 13 h 07 min 55 s |
| 2e | Cadel Evans      | Australie   | BMC Racing Team         | + 1 s            |
| 3e | Andriy Grivko    | Ukraine     | Astana                  | + 2 s            |
| 4e | Carlos Barredo   | Espagne     | Rabobank                | + 2 s            |
| 5e | Tony Martin      | Allemagne   | Omega Pharma-Quick Step | + 4 s            |
| 6e | Paul Martens     | Allemagne   | Rabobank                | + 4 s            |
| 7e | Sylvain Chavanel | France      | Omega Pharma-Quick Step | + 5 s            |
| 8e | Jérôme Coppel    | France      | Saur-Sojasun            | + 6 s            |
| 9e | Andrey Amador    | Costa Rica  | Movistar Team           | + 6 s            |
| 10e | Richie Porte     | Australie   | Team Sky                | + 6 s            |

### 4eétape
Cetté étape est un contre-la-montre de 53,5 km assez vallonné entre Villié-Morgon et Bourg-en-Bresse, à travers le Rhône, la Saône-et-Loire et l'Ain.
| \| Classement de l'étape \| Classement de l'étape \| Classement de l'étape \| Classement de l'étape \| Classement de l'étape \| \| Coureur \| Coureur \| Pays \| Équipe \| Temps \| \| --------------------- \| --------------------- \| --------------------- \| ----------------------- \| --------------------- \| \| 1er \| Bradley Wiggins \| Royaume-Uni \| Team Sky \| 1 h 03 min 12 s \| \| 2e \| Tony Martin \| Allemagne \| Omega Pharma-Quick Step \| + 34 s \| \| 3e \| Michael Rogers \| Australie \| Team Sky \| + 1 min 11 s \| \| 4e \| Wilco Kelderman \| Pays-Bas \| Rabobank \| + 1 min 25 s \| \| 5e \| Sylvain Chavanel \| France \| Omega Pharma-Quick Step \| + 1 min 33 s \| \| 6e \| Christopher Froome \| Royaume-Uni \| Team Sky \| + 1 min 33 s \| \| 7e \| Luke Durbridge \| Australie \| Orica-GreenEDGE \| + 1 min 37 s \| \| 8e \| Cadel Evans \| Australie \| BMC Racing Team \| + 1 min 43 s \| \| 9e \| David Millar \| Royaume-Uni \| Garmin-Barracuda \| + 1 min 51 s \| \| 10e \| Luis León Sánchez \| Espagne \| Rabobank \| + 1 min 53 s \| |                    |             |                         |                 |
| |                    |             |                         |                 |
| |                    |             |                         |                 |
| Classement de l'étape |                    |             |                         |                 |
| Coureur | Coureur            | Pays        | Équipe                  | Temps           |
| 1er | Bradley Wiggins    | Royaume-Uni | Team Sky                | 1 h 03 min 12 s |
| 2e | Tony Martin        | Allemagne   | Omega Pharma-Quick Step | + 34 s          |
| 3e | Michael Rogers     | Australie   | Team Sky                | + 1 min 11 s    |
| 4e | Wilco Kelderman    | Pays-Bas    | Rabobank                | + 1 min 25 s    |
| 5e | Sylvain Chavanel   | France      | Omega Pharma-Quick Step | + 1 min 33 s    |
| 6e | Christopher Froome | Royaume-Uni | Team Sky                | + 1 min 33 s    |
| 7e | Luke Durbridge     | Australie   | Orica-GreenEDGE         | + 1 min 37 s    |
| 8e | Cadel Evans        | Australie   | BMC Racing Team         | + 1 min 43 s    |
| 9e | David Millar       | Royaume-Uni | Garmin-Barracuda        | + 1 min 51 s    |
| 10e | Luis León Sánchez  | Espagne     | Rabobank                | + 1 min 53 s    |

| \| Classement général \| Classement général \| Classement général \| Classement général \| Classement général \| \| Coureur \| Coureur \| Pays \| Équipe \| Temps \| \| ------------------ \| ------------------ \| ------------------ \| ----------------------- \| ------------------ \| \| 1er \| Bradley Wiggins \| Royaume-Uni \| Team Sky \| 14 h 11 min 07 s \| \| 2e \| Tony Martin \| Allemagne \| Omega Pharma-Quick Step \| + 38 s \| \| 3e \| Michael Rogers \| Australie \| Team Sky \| + 1 min 20 s \| \| 4e \| Sylvain Chavanel \| France \| Omega Pharma-Quick Step \| + 1 min 38 s \| \| 5e \| Cadel Evans \| Australie \| BMC Racing Team \| + 1 min 44 s \| \| 6e \| Wilco Kelderman \| Pays-Bas \| Rabobank \| + 1 min 45 s \| \| 7e \| Christopher Froome \| Royaume-Uni \| Team Sky \| + 1 min 48 s \| \| 8e \| David Millar \| Royaume-Uni \| Garmin-Barracuda \| + 2 min 00 s \| \| 9e \| Luis León Sánchez \| Espagne \| Rabobank \| + 2 min 02 s \| \| 10e \| Andriy Grivko \| Ukraine \| Astana \| + 2 min 18 s \| |                    |             |                         |                  |
| |                    |             |                         |                  |
| |                    |             |                         |                  |
| Classement général |                    |             |                         |                  |
| Coureur | Coureur            | Pays        | Équipe                  | Temps            |
| 1er | Bradley Wiggins    | Royaume-Uni | Team Sky                | 14 h 11 min 07 s |
| 2e | Tony Martin        | Allemagne   | Omega Pharma-Quick Step | + 38 s           |
| 3e | Michael Rogers     | Australie   | Team Sky                | + 1 min 20 s     |
| 4e | Sylvain Chavanel   | France      | Omega Pharma-Quick Step | + 1 min 38 s     |
| 5e | Cadel Evans        | Australie   | BMC Racing Team         | + 1 min 44 s     |
| 6e | Wilco Kelderman    | Pays-Bas    | Rabobank                | + 1 min 45 s     |
| 7e | Christopher Froome | Royaume-Uni | Team Sky                | + 1 min 48 s     |
| 8e | David Millar       | Royaume-Uni | Garmin-Barracuda        | + 2 min 00 s     |
| 9e | Luis León Sánchez  | Espagne     | Rabobank                | + 2 min 02 s     |
| 10e | Andriy Grivko      | Ukraine     | Astana                  | + 2 min 18 s     |

### 5eétape
Le départ de l'étape est donné à Saint-Trivier-sur-Moignans, dans l'Ain. Après un début d'étape plat, la course passe par la côte de Corlier (6,4 km à 5,4 %), classée en 2e catégorie, et dont le sommet se trouve au kilomètre 57. La principale difficulté du jour est le col du Grand Colombier (17,4 km à 7,2 %), une ascension hors catégorie dont le sommet est au kilomètre 118.5. Les coureurs empruntent ensuite le col de Richemond, au kilomètre 141, dont l'ascension (7,2 km à 4,8 %) est classée en 3e catégorie. Après la descente suivant ce col, la course entre en Haute-Savoie. L'arrivée est jugée à Rumilly, après 186,5 km de course.
| \| Classement de l'étape \| Classement de l'étape \| Classement de l'étape \| Classement de l'étape \| Classement de l'étape \| \| Coureur \| Coureur \| Pays \| Équipe \| Temps \| \| --------------------- \| --------------------- \| --------------------- \| --------------------------- \| --------------------- \| \| 1er \| Arthur Vichot \| France \| FDJ-BigMat \| 4 h 42 min 17 s \| \| 2e \| Egoi Martínez \| Espagne \| Euskaltel-Euskadi \| + 26 s \| \| 3e \| Dmitriy Fofonov \| Kazakhstan \| Astana \| + 26 s \| \| 4e \| Rémy Di Grégorio \| France \| Cofidis, le Crédit en Ligne \| + 26 s \| \| 5e \| Cayetano Sarmiento \| Colombie \| Liquigas-Cannondale \| + 26 s \| \| 6e \| Alberto Losada \| Espagne \| Katusha \| + 26 s \| \| 7e \| Daniel Navarro \| Espagne \| Saxo Bank \| + 26 s \| \| 8e \| Maxime Méderel \| France \| Saur-Sojasun \| + 26 s \| \| 9e \| Maxime Bouet \| France \| AG2R La Mondiale \| + 46 s \| \| 10e \| Bruno Pires \| Portugal \| Saxo Bank \| + 46 s \| |                    |            |                             |                 |
| |                    |            |                             |                 |
| |                    |            |                             |                 |
| Classement de l'étape |                    |            |                             |                 |
| Coureur | Coureur            | Pays       | Équipe                      | Temps           |
| 1er | Arthur Vichot      | France     | FDJ-BigMat                  | 4 h 42 min 17 s |
| 2e | Egoi Martínez      | Espagne    | Euskaltel-Euskadi           | + 26 s          |
| 3e | Dmitriy Fofonov    | Kazakhstan | Astana                      | + 26 s          |
| 4e | Rémy Di Grégorio   | France     | Cofidis, le Crédit en Ligne | + 26 s          |
| 5e | Cayetano Sarmiento | Colombie   | Liquigas-Cannondale         | + 26 s          |
| 6e | Alberto Losada     | Espagne    | Katusha                     | + 26 s          |
| 7e | Daniel Navarro     | Espagne    | Saxo Bank                   | + 26 s          |
| 8e | Maxime Méderel     | France     | Saur-Sojasun                | + 26 s          |
| 9e | Maxime Bouet       | France     | AG2R La Mondiale            | + 46 s          |
| 10e | Bruno Pires        | Portugal   | Saxo Bank                   | + 46 s          |

| \| Classement général \| Classement général \| Classement général \| Classement général \| Classement général \| \| Coureur \| Coureur \| Pays \| Équipe \| Temps \| \| ------------------ \| --------------------- \| ------------------ \| ----------------------- \| ------------------ \| \| 1er \| Bradley Wiggins \| Royaume-Uni \| Team Sky \| 18 h 54 min 23 s \| \| 2e \| Tony Martin \| Allemagne \| Omega Pharma-Quick Step \| + 38 s \| \| 3e \| Michael Rogers \| Australie \| Team Sky \| + 1 min 20 s \| \| 4e \| Cadel Evans \| Australie \| BMC Racing Team \| + 1 min 44 s \| \| 5e \| Wilco Kelderman \| Pays-Bas \| Rabobank \| + 1 min 45 s \| \| 6e \| Christopher Froome \| Royaume-Uni \| Team Sky \| + 1 min 48 s \| \| 7e \| Luis León Sánchez \| Espagne \| Rabobank \| + 2 min 02 s \| \| 8e \| Jurgen Van den Broeck \| Belgique \| Lotto-Belisol \| + 2 min 22 s \| \| 9e \| Janez Brajkovič \| Slovénie \| Astana \| + 2 min 47 s \| \| 10e \| Jérôme Coppel \| France \| Saur-Sojasun \| + 2 min 55 s \| |                       |             |                         |                  |
| |                       |             |                         |                  |
| |                       |             |                         |                  |
| Classement général |                       |             |                         |                  |
| Coureur | Coureur               | Pays        | Équipe                  | Temps            |
| 1er | Bradley Wiggins       | Royaume-Uni | Team Sky                | 18 h 54 min 23 s |
| 2e | Tony Martin           | Allemagne   | Omega Pharma-Quick Step | + 38 s           |
| 3e | Michael Rogers        | Australie   | Team Sky                | + 1 min 20 s     |
| 4e | Cadel Evans           | Australie   | BMC Racing Team         | + 1 min 44 s     |
| 5e | Wilco Kelderman       | Pays-Bas    | Rabobank                | + 1 min 45 s     |
| 6e | Christopher Froome    | Royaume-Uni | Team Sky                | + 1 min 48 s     |
| 7e | Luis León Sánchez     | Espagne     | Rabobank                | + 2 min 02 s     |
| 8e | Jurgen Van den Broeck | Belgique    | Lotto-Belisol           | + 2 min 22 s     |
| 9e | Janez Brajkovič       | Slovénie    | Astana                  | + 2 min 47 s     |
| 10e | Jérôme Coppel         | France      | Saur-Sojasun            | + 2 min 55 s     |

### 6eétape
Le départ de l'étape est donné à Saint-Alban-Leysse, en Savoie. Cette étape débute par l'enchaînement du col de Plainpalais (11,6 km à 6,5 %), classé en 1re catégorie, et du col de Leschaux (7,2 km à 4,3 %), classé en 3e catégorie, et dont le sommet est au km 32,5. La course entre en Haute-Savoie. Une vingtaine de kilomètres après la descente de ce col, la course emprunte le col des Essérieux (4,2 km à 5,5 %), une ascension de 3e catégorie dont le sommet est au kilomètre 67, suivi du col du Marais, non classé. Après une descente, la course s'élève jusqu'au Grand Bornand, où débute l'ascension vers le col de la Colombière (11,8 km à 5,7 %), classés en 1re catégorie. Une fois le col (km 102,5) franchi, le parcours emprunte une longue descente, puis la côte de Châtillon-sur-Cluses (4,8 km à 4,8 %), classée en 3e catégorie et dont le sommet est au kilomètre 129. Une dizaine de kilomètres plus loin, la course arrive au pied de l'ascension menant au col de Joux Plane (11,7 km à 8,4 %), classée hors catégorie. Le col (km 155,5) passé, il ne reste alors plus que la descente et un dernier kilomètre de course. L'arrivée est jugée à Morzine, après 167,5 kilomètres.
| \| Classement de l'étape \| Classement de l'étape \| Classement de l'étape \| Classement de l'étape \| Classement de l'étape \| \| Coureur \| Coureur \| Pays \| Équipe \| Temps \| \| --------------------- \| --------------------- \| --------------------- \| --------------------- \| --------------------- \| \| 1er \| Nairo Quintana \| Colombie \| Movistar Team \| 4 h 46 min 12 s \| \| 2e \| Cadel Evans \| Australie \| BMC Racing Team \| + 16 s \| \| 3e \| Daniel Moreno \| Espagne \| Katusha \| + 24 s \| \| 4e \| Bradley Wiggins \| Royaume-Uni \| Team Sky \| + 24 s \| \| 5e \| Pieter Weening \| Pays-Bas \| Orica-GreenEDGE \| + 24 s \| \| 6e \| Christopher Froome \| Royaume-Uni \| Team Sky \| + 24 s \| \| 7e \| Vasil Kiryienka \| Biélorussie \| Movistar Team \| + 24 s \| \| 8e \| Jurgen Van den Broeck \| Belgique \| Lotto-Belisol \| + 24 s \| \| 9e \| Michael Rogers \| Australie \| Team Sky \| + 24 s \| \| 10e \| Haimar Zubeldia \| Espagne \| RadioShack-Nissan \| + 24 s \| |                       |             |                   |                 |
| |                       |             |                   |                 |
| |                       |             |                   |                 |
| Classement de l'étape |                       |             |                   |                 |
| Coureur | Coureur               | Pays        | Équipe            | Temps           |
| 1er | Nairo Quintana        | Colombie    | Movistar Team     | 4 h 46 min 12 s |
| 2e | Cadel Evans           | Australie   | BMC Racing Team   | + 16 s          |
| 3e | Daniel Moreno         | Espagne     | Katusha           | + 24 s          |
| 4e | Bradley Wiggins       | Royaume-Uni | Team Sky          | + 24 s          |
| 5e | Pieter Weening        | Pays-Bas    | Orica-GreenEDGE   | + 24 s          |
| 6e | Christopher Froome    | Royaume-Uni | Team Sky          | + 24 s          |
| 7e | Vasil Kiryienka       | Biélorussie | Movistar Team     | + 24 s          |
| 8e | Jurgen Van den Broeck | Belgique    | Lotto-Belisol     | + 24 s          |
| 9e | Michael Rogers        | Australie   | Team Sky          | + 24 s          |
| 10e | Haimar Zubeldia       | Espagne     | RadioShack-Nissan | + 24 s          |

| \| Classement général \| Classement général \| Classement général \| Classement général \| Classement général \| \| Coureur \| Coureur \| Pays \| Équipe \| Temps \| \| ------------------ \| --------------------- \| ------------------ \| ------------------ \| ------------------ \| \| 1er \| Bradley Wiggins \| Royaume-Uni \| Team Sky \| 23 h 40 min 59 s \| \| 2e \| Michael Rogers \| Australie \| Team Sky \| + 1 min 20 s \| \| 3e \| Cadel Evans \| Australie \| BMC Racing Team \| + 1 min 36 s \| \| 4e \| Christopher Froome \| Royaume-Uni \| Team Sky \| + 1 min 48 s \| \| 5e \| Jurgen Van den Broeck \| Belgique \| Lotto-Belisol \| + 2 min 22 s \| \| 6e \| Vasil Kiryienka \| Biélorussie \| Movistar Team \| + 2 min 58 s \| \| 7e \| Janez Brajkovič \| Slovénie \| Astana \| + 3 min 07 s \| \| 8e \| Wilco Kelderman \| Pays-Bas \| Rabobank \| + 3 min 26 s \| \| 9e \| Richie Porte \| Australie \| Team Sky \| + 3 min 44 s \| \| 10e \| Tejay van Garderen \| États-Unis \| BMC Racing Team \| + 3 min 51 s \| |                       |             |                 |                  |
| |                       |             |                 |                  |
| |                       |             |                 |                  |
| Classement général |                       |             |                 |                  |
| Coureur | Coureur               | Pays        | Équipe          | Temps            |
| 1er | Bradley Wiggins       | Royaume-Uni | Team Sky        | 23 h 40 min 59 s |
| 2e | Michael Rogers        | Australie   | Team Sky        | + 1 min 20 s     |
| 3e | Cadel Evans           | Australie   | BMC Racing Team | + 1 min 36 s     |
| 4e | Christopher Froome    | Royaume-Uni | Team Sky        | + 1 min 48 s     |
| 5e | Jurgen Van den Broeck | Belgique    | Lotto-Belisol   | + 2 min 22 s     |
| 6e | Vasil Kiryienka       | Biélorussie | Movistar Team   | + 2 min 58 s     |
| 7e | Janez Brajkovič       | Slovénie    | Astana          | + 3 min 07 s     |
| 8e | Wilco Kelderman       | Pays-Bas    | Rabobank        | + 3 min 26 s     |
| 9e | Richie Porte          | Australie   | Team Sky        | + 3 min 44 s     |
| 10e | Tejay van Garderen    | États-Unis  | BMC Racing Team | + 3 min 51 s     |

### 7eétape
| \| Classement de l'étape \| Classement de l'étape \| Classement de l'étape \| Classement de l'étape \| Classement de l'étape \| \| Coureur \| Coureur \| Pays \| Équipe \| Temps \| \| --------------------- \| --------------------- \| --------------------- \| ----------------------- \| --------------------- \| \| 1er \| Daniel Moreno \| Espagne \| Katusha \| 2 h 59 min 37 s \| \| 2e \| Luis León Sánchez \| Espagne \| Rabobank \| + 0 s \| \| 3e \| Cadel Evans \| Australie \| BMC Racing Team \| + 0 s \| \| 4e \| Edvald Boasson Hagen \| Norvège \| Team Sky \| + 0 s \| \| 5e \| Rinaldo Nocentini \| Italie \| AG2R La Mondiale \| + 0 s \| \| 6e \| Pieter Weening \| Pays-Bas \| Orica-GreenEDGE \| + 0 s \| \| 7e \| Jurgen Van den Broeck \| Belgique \| Lotto-Belisol \| + 0 s \| \| 8e \| Dries Devenyns \| Belgique \| Omega Pharma-Quick Step \| + 0 s \| \| 9e \| Richie Porte \| Australie \| Team Sky \| + 0 s \| \| 10e \| Michael Rogers \| Australie \| Team Sky \| + 7 s \| |                       |           |                         |                 |
| |                       |           |                         |                 |
| |                       |           |                         |                 |
| Classement de l'étape |                       |           |                         |                 |
| Coureur | Coureur               | Pays      | Équipe                  | Temps           |
| 1er | Daniel Moreno         | Espagne   | Katusha                 | 2 h 59 min 37 s |
| 2e | Luis León Sánchez     | Espagne   | Rabobank                | + 0 s           |
| 3e | Cadel Evans           | Australie | BMC Racing Team         | + 0 s           |
| 4e | Edvald Boasson Hagen  | Norvège   | Team Sky                | + 0 s           |
| 5e | Rinaldo Nocentini     | Italie    | AG2R La Mondiale        | + 0 s           |
| 6e | Pieter Weening        | Pays-Bas  | Orica-GreenEDGE         | + 0 s           |
| 7e | Jurgen Van den Broeck | Belgique  | Lotto-Belisol           | + 0 s           |
| 8e | Dries Devenyns        | Belgique  | Omega Pharma-Quick Step | + 0 s           |
| 9e | Richie Porte          | Australie | Team Sky                | + 0 s           |
| 10e | Michael Rogers        | Australie | Team Sky                | + 7 s           |

## Classements finals

### Classement général
| \| Classement général \| Classement général \| Classement général \| Classement général \| Classement général \| \| Coureur \| Coureur \| Pays \| Équipe \| Temps \| \| ------------------ \| --------------------- \| ------------------ \| ------------------ \| ------------------ \| \| 1er \| Bradley Wiggins \| Royaume-Uni \| Team Sky \| 26 h 40 min 46 s \| \| 2e \| Michael Rogers \| Australie \| Team Sky \| + 1 min 17 s \| \| 3e \| Cadel Evans \| Australie \| BMC Racing Team \| + 1 min 26 s \| \| 4e \| Christopher Froome \| Royaume-Uni \| Team Sky \| + 1 min 45 s \| \| 5e \| Jurgen Van den Broeck \| Belgique \| Lotto-Belisol \| + 2 min 12 s \| \| 6e \| Vasil Kiryienka \| Biélorussie \| Movistar Team \| + 2 min 58 s \| \| 7e \| Janez Brajkovič \| Slovénie \| Astana \| + 3 min 07 s \| \| 8e \| Wilco Kelderman \| Pays-Bas \| Rabobank \| + 3 min 26 s \| \| 9e \| Richie Porte \| Australie \| Team Sky \| + 3 min 34 s \| \| 10e \| Haimar Zubeldia \| Espagne \| RadioShack-Nissan \| + 3 min 50 s \| |                       |             |                   |                  |
| |                       |             |                   |                  |
| Source : ProCyclingStats |                       |             |                   |                  |
| Classement général |                       |             |                   |                  |
| Coureur | Coureur               | Pays        | Équipe            | Temps            |
| 1er | Bradley Wiggins       | Royaume-Uni | Team Sky          | 26 h 40 min 46 s |
| 2e | Michael Rogers        | Australie   | Team Sky          | + 1 min 17 s     |
| 3e | Cadel Evans           | Australie   | BMC Racing Team   | + 1 min 26 s     |
| 4e | Christopher Froome    | Royaume-Uni | Team Sky          | + 1 min 45 s     |
| 5e | Jurgen Van den Broeck | Belgique    | Lotto-Belisol     | + 2 min 12 s     |
| 6e | Vasil Kiryienka       | Biélorussie | Movistar Team     | + 2 min 58 s     |
| 7e | Janez Brajkovič       | Slovénie    | Astana            | + 3 min 07 s     |
| 8e | Wilco Kelderman       | Pays-Bas    | Rabobank          | + 3 min 26 s     |
| 9e | Richie Porte          | Australie   | Team Sky          | + 3 min 34 s     |
| 10e | Haimar Zubeldia       | Espagne     | RadioShack-Nissan | + 3 min 50 s     |

| Classement par points | Classement par points | Classement par points | Classement par points   | Classement par points |
| Coureur               | Coureur               | Pays                  | Équipe                  | Points                |
| --------------------- | --------------------- | --------------------- | ----------------------- | --------------------- |
| 1er                   | Cadel Evans           | Australie             | BMC Racing Team         | 66 pts                |
| 2e                    | Daniel Moreno         | Espagne               | Katusha                 | 58 pts                |
| 3e                    | Tony Gallopin         | France                | RadioShack-Nissan       | 51 pts                |
| 4e                    | Bradley Wiggins       | Royaume-Uni           | Team Sky                | 47 pts                |
| 5e                    | Edvald Boasson Hagen  | Norvège               | Team Sky                | 44 pts                |
| 6e                    | Gerald Ciolek         | Allemagne             | Omega Pharma-Quick Step | 36 pts                |
| 7e                    | Julien Simon          | France                | Saur-Sojasun            | 35 pts                |
| 8e                    | Borut Božič           | Slovénie              | Astana                  | 35 pts                |
| 9e                    | Luis León Sánchez     | Espagne               | Rabobank                | 32 pts                |
| 10e                   | Jurgen Van den Broeck | Belgique              | Lotto-Belisol           | 29 pts                |

| Classement par points | Classement par points | Classement par points | Classement par points   | Classement par points |
| Coureur               | Coureur               | Pays                  | Équipe                  | Points                |
| --------------------- | --------------------- | --------------------- | ----------------------- | --------------------- |
| 1er                   | Cadel Evans           | Australie             | BMC Racing Team         | 66 pts                |
| 2e                    | Daniel Moreno         | Espagne               | Katusha                 | 58 pts                |
| 3e                    | Tony Gallopin         | France                | RadioShack-Nissan       | 51 pts                |
| 4e                    | Bradley Wiggins       | Royaume-Uni           | Team Sky                | 47 pts                |
| 5e                    | Edvald Boasson Hagen  | Norvège               | Team Sky                | 44 pts                |
| 6e                    | Gerald Ciolek         | Allemagne             | Omega Pharma-Quick Step | 36 pts                |
| 7e                    | Julien Simon          | France                | Saur-Sojasun            | 35 pts                |
| 8e                    | Borut Božič           | Slovénie              | Astana                  | 35 pts                |
| 9e                    | Luis León Sánchez     | Espagne               | Rabobank                | 32 pts                |
| 10e                   | Jurgen Van den Broeck | Belgique              | Lotto-Belisol           | 29 pts                |

| Classement de la montagne | Classement de la montagne | Classement de la montagne | Classement de la montagne   | Classement de la montagne |
| Coureur                   | Coureur                   | Pays                      | Équipe                      | Points                    |
| ------------------------- | ------------------------- | ------------------------- | --------------------------- | ------------------------- |
| 1er                       | Cayetano Sarmiento        | Colombie                  | Liquigas-Cannondale         | 91 pts                    |
| 2e                        | Blel Kadri                | France                    | AG2R La Mondiale            | 61 pts                    |
| 3e                        | David Moncoutié           | France                    | Cofidis, le Crédit en Ligne | 61 pts                    |
| 4e                        | Giovanni Bernaudeau       | France                    | Team Europcar               | 38 pts                    |
| 5e                        | Nicolas Edet              | France                    | Cofidis, le Crédit en Ligne | 38 pts                    |
| 6e                        | Christophe Kern           | France                    | Team Europcar               | 31 pts                    |
| 7e                        | Nairo Quintana            | Colombie                  | Movistar Team               | 29 pts                    |
| 8e                        | Brice Feillu              | France                    | Saur-Sojasun                | 29 pts                    |
| 9e                        | Jérôme Coppel             | France                    | Saur-Sojasun                | 25 pts                    |
| 10e                       | Pierre Rolland            | France                    | Team Europcar               | 23 pts                    |

| Classement de la montagne | Classement de la montagne | Classement de la montagne | Classement de la montagne   | Classement de la montagne |
| Coureur                   | Coureur                   | Pays                      | Équipe                      | Points                    |
| ------------------------- | ------------------------- | ------------------------- | --------------------------- | ------------------------- |
| 1er                       | Cayetano Sarmiento        | Colombie                  | Liquigas-Cannondale         | 91 pts                    |
| 2e                        | Blel Kadri                | France                    | AG2R La Mondiale            | 61 pts                    |
| 3e                        | David Moncoutié           | France                    | Cofidis, le Crédit en Ligne | 61 pts                    |
| 4e                        | Giovanni Bernaudeau       | France                    | Team Europcar               | 38 pts                    |
| 5e                        | Nicolas Edet              | France                    | Cofidis, le Crédit en Ligne | 38 pts                    |
| 6e                        | Christophe Kern           | France                    | Team Europcar               | 31 pts                    |
| 7e                        | Nairo Quintana            | Colombie                  | Movistar Team               | 29 pts                    |
| 8e                        | Brice Feillu              | France                    | Saur-Sojasun                | 29 pts                    |
| 9e                        | Jérôme Coppel             | France                    | Saur-Sojasun                | 25 pts                    |
| 10e                       | Pierre Rolland            | France                    | Team Europcar               | 23 pts                    |

| Classement du meilleur jeune | Classement du meilleur jeune | Classement du meilleur jeune | Classement du meilleur jeune | Classement du meilleur jeune |
| Coureur                      | Coureur                      | Pays                         | Équipe                       | Temps                        |
| ---------------------------- | ---------------------------- | ---------------------------- | ---------------------------- | ---------------------------- |
| 1er                          | Wilco Kelderman              | Pays-Bas                     | Rabobank                     | 26 h 44 min 12 s             |
| 2e                           | Tejay van Garderen           | États-Unis                   | BMC Racing Team              | + 1 min 23 s                 |
| 3e                           | Egor Silin                   | Russie                       | Astana                       | + 5 min 51 s                 |
| 4e                           | Alexandre Geniez             | France                       | Argos-Shimano                | + 10 min 38 s                |
| 5e                           | Tony Gallopin                | France                       | RadioShack-Nissan            | + 13 min 08 s                |
| 6e                           | Dominik Nerz                 | Allemagne                    | Liquigas-Cannondale          | + 13 min 40 s                |
| 7e                           | Cyril Gautier                | France                       | Team Europcar                | + 13 min 56 s                |
| 8e                           | Nairo Quintana               | Colombie                     | Movistar Team                | + 14 min 08 s                |
| 9e                           | Edvald Boasson Hagen         | Norvège                      | Team Sky                     | + 20 min 42 s                |
| 10e                          | Petr Ignatenko               | Russie                       | Katusha                      | + 22 min 16 s                |

| Classement du meilleur jeune | Classement du meilleur jeune | Classement du meilleur jeune | Classement du meilleur jeune | Classement du meilleur jeune |
| Coureur                      | Coureur                      | Pays                         | Équipe                       | Temps                        |
| ---------------------------- | ---------------------------- | ---------------------------- | ---------------------------- | ---------------------------- |
| 1er                          | Wilco Kelderman              | Pays-Bas                     | Rabobank                     | 26 h 44 min 12 s             |
| 2e                           | Tejay van Garderen           | États-Unis                   | BMC Racing Team              | + 1 min 23 s                 |
| 3e                           | Egor Silin                   | Russie                       | Astana                       | + 5 min 51 s                 |
| 4e                           | Alexandre Geniez             | France                       | Argos-Shimano                | + 10 min 38 s                |
| 5e                           | Tony Gallopin                | France                       | RadioShack-Nissan            | + 13 min 08 s                |
| 6e                           | Dominik Nerz                 | Allemagne                    | Liquigas-Cannondale          | + 13 min 40 s                |
| 7e                           | Cyril Gautier                | France                       | Team Europcar                | + 13 min 56 s                |
| 8e                           | Nairo Quintana               | Colombie                     | Movistar Team                | + 14 min 08 s                |
| 9e                           | Edvald Boasson Hagen         | Norvège                      | Team Sky                     | + 20 min 42 s                |
| 10e                          | Petr Ignatenko               | Russie                       | Katusha                      | + 22 min 16 s                |

| Classement par équipes | Classement par équipes | Classement par équipes | Classement par équipes |
| Équipe                 | Équipe                 | Pays                   | Temps                  |
| ---------------------- | ---------------------- | ---------------------- | ---------------------- |
| 1re                    | Sky                    | Royaume-Uni            | 80 h 04 min 52 s       |
| 2e                     | BMC Racing Team        | États-Unis             | + 13 min 34 s          |
| 3e                     | Movistar Team          | Espagne                | + 17 min 27 s          |
| 4e                     | Saur-Sojasun           | France                 | + 18 min 02 s          |
| 5e                     | RadioShack-Nissan      | Luxembourg             | + 19 min 52 s          |
| 6e                     | Astana                 | Kazakhstan             | + 20 min 53 s          |
| 7e                     | Katusha Team           | Russie                 | + 21 min 50 s          |
| 8e                     | Saxo Bank              | Danemark               | + 24 min 53 s          |
| 9e                     | Rabobank               | Pays-Bas               | + 24 min 57 s          |
| 10e                    | AG2R La Mondiale       | France                 | + 29 min 18 s          |

| Classement par équipes | Classement par équipes | Classement par équipes | Classement par équipes |
| Équipe                 | Équipe                 | Pays                   | Temps                  |
| ---------------------- | ---------------------- | ---------------------- | ---------------------- |
| 1re                    | Sky                    | Royaume-Uni            | 80 h 04 min 52 s       |
| 2e                     | BMC Racing Team        | États-Unis             | + 13 min 34 s          |
| 3e                     | Movistar Team          | Espagne                | + 17 min 27 s          |
| 4e                     | Saur-Sojasun           | France                 | + 18 min 02 s          |
| 5e                     | RadioShack-Nissan      | Luxembourg             | + 19 min 52 s          |
| 6e                     | Astana                 | Kazakhstan             | + 20 min 53 s          |
| 7e                     | Katusha Team           | Russie                 | + 21 min 50 s          |
| 8e                     | Saxo Bank              | Danemark               | + 24 min 53 s          |
| 9e                     | Rabobank               | Pays-Bas               | + 24 min 57 s          |
| 10e                    | AG2R La Mondiale       | France                 | + 29 min 18 s          |

### UCI World Tour
Ce Critérium du Dauphiné attribue des points pour l'UCI World Tour 2012, seulement aux coureurs des équipes ayant un label ProTeam.
| Position           | 1er | 2e | 3e | 4e | 5e | 6e | 7e | 8e | 9e | 10e |
| Classement général | 100 | 80 | 70 | 60 | 50 | 40 | 30 | 20 | 10 | 4   |
| Par étape          | 6   | 4  | 2  | 1  | 1  |    |    |    |    |     |

| #  | Coureur               | Équipe        | Points |
| -- | --------------------- | ------------- | ------ |
| 1  | Bradley Wiggins       | Sky           | 111    |
| 2  | Cadel Evans           | BMC Racing    | 82     |
| 2  | Michael Rogers        | Sky           | 82     |
| 4  | Christopher Froome    | Sky           | 60     |
| 5  | Jurgen Van den Broeck | Lotto-Belisol | 51     |
| 6  | Vasil Kiryienka       | Movistar      | 40     |
| 7  | Janez Brajkovič       | Astana        | 30     |
| 8  | Wilco Kelderman       | Rabobank      | 21     |
| 9  | Daniel Moreno         | Katusha       | 14     |
| 10 | Richie Porte          | Sky           | 10     |

| Suite du classement (11-31) | Suite du classement (11-31) | Suite du classement (11-31) | Suite du classement (11-31) |
| --------------------------- | --------------------------- | --------------------------- | --------------------------- |
| 11                          | Edvald Boasson Hagen        | Sky                         | 7                           |
| 12                          | Luke Durbridge              | Orica-GreenEDGE             | 6                           |
| 12                          | Nairo Quintana              | Movistar                    | 6                           |
| 12                          | Arthur Vichot               | FDJ-BigMat                  | 6                           |
| 15                          | Tony Martin                 | Omega Pharma-Quick Step     | 5                           |
| 16                          | Gerald Ciolek               | Omega Pharma-Quick Step     | 4                           |
| 16                          | Egoi Martínez               | Euskaltel-Euskadi           | 4                           |
| 16                          | Luis León Sánchez           | Rabobank                    | 4                           |
| 16                          | Haimar Zubeldia             | RadioShack-Nissan           | 4                           |
| 20                          | Borut Božič                 | Astana                      | 2                           |
| 20                          | Dmitriy Fofonov             | Astana                      | 2                           |
| 20                          | Tony Gallopin               | RadioShack-Nissan           | 2                           |
| 20                          | Andriy Grivko               | Astana                      | 2                           |
| 20                          | Andrey Kashechkin           | Astana                      | 2                           |
| 20                          | Rinaldo Nocentini           | AG2R La Mondiale            | 2                           |
| 26                          | Carlos Barredo              | Rabobank                    | 1                           |
| 26                          | Nacer Bouhanni              | FDJ-BigMat                  | 1                           |
| 26                          | Sylvain Chavanel            | Omega Pharma-Quick Step     | 1                           |
| 26                          | Murilo Fischer              | Garmin-Barracuda            | 1                           |
| 26                          | Cayetano Sarmiento          | Liquigas-Cannondale         | 1                           |
| 26                          | Pieter Weening              | Orica-GreenEDGE             | 1                           |

## Évolution des classements
Le classement général, dont le leader porte le maillot jaune à bande bleue, s'établit en additionnant les temps réalisés à chaque étape.
Le classement par points, dont le leader porte le maillot vert, est l'addition des points attribués à l'arrivée des étapes (25, 22, 20, 18, 16 points, puis en ôtant 1 pt par place perdue jusqu'au 20e, qui reçoit donc 1 pt, lors des 3 premières étapes ; 15, 12, 10, 8, 6 points, puis en ôtant 1 pt par place jusqu'au 10e, qui reçoit donc 1 pt, lors du prologue et des 4 dernières étapes). En cas d'égalité de points, les critères de départage, dans l'ordre, sont : nombre de victoires d'étape, classement général.
Le classement du meilleur grimpeur, dont le leader porte le maillot rouge à pois blancs, consiste en l'addition des points obtenus au sommet des ascensions Hors catégorie (20, 18, 16, 14, 12, 10, 8, 7, 6 et 5 pts), de 1re (15, 13, 11, 9, 8, 7, 6 et 5 pts), 2e (10, 9, 8, 7, 6 et 5 pts), 3e (4, 3, 2 et 1 pts) et 4e (3, 2 et 1 pts) catégorie. En cas d'égalité de points, les critères de départage, dans l'ordre, sont : nombre de premières places dans les ascensions Hors catégorie, de 1re, de 2e, de 3e, puis de 4e catégorie, classement général.
Le classement du meilleur jeune, dont le leader porte le maillot blanc, est le classement général des coureurs nés depuis le 1er janvier 1987.
Le classement par équipes de l'étape est l'addition des trois meilleurs temps individuels de chaque équipe. En cas d'égalité, les critères de départage, dans l'ordre, sont : addition des places des 3 premiers coureurs des équipes concernées, place du meilleur coureur sur l'étape. Calculer le classement par équipes revient à additionner les classements par équipes de chaque étape. En cas d'égalité, les critères de départage, dans l'ordre, sont : nombre de premières places dans le classement par équipes du jour, nombre de deuxièmes places dans le classement par équipes du jour, etc., place au classement général du meilleur coureur des équipes concernées.
| Étape              | Vainqueur            | Classement général | Classement par points | Classement de la montagne | Classement du meilleur jeune | Classement par équipes |
| ------------------ | -------------------- | ------------------ | --------------------- | ------------------------- | ---------------------------- | ---------------------- |
| P                  | Luke Durbridge       | Luke Durbridge     | Luke Durbridge        | Non décerné               | Luke Durbridge               | Orica-GreenEDGE        |
| 1                  | Cadel Evans          | Bradley Wiggins    | Cadel Evans           | Giovanni Bernaudeau       | Edvald Boasson Hagen         | Sky                    |
| 2                  | Daniel Moreno        | Bradley Wiggins    | Cadel Evans           | Blel Kadri                | Tony Gallopin                | Sky                    |
| 3                  | Edvald Boasson Hagen | Bradley Wiggins    | Tony Gallopin         | Giovanni Bernaudeau       | Tony Gallopin                | Sky                    |
| 4                  | Bradley Wiggins      | Bradley Wiggins    | Tony Gallopin         | Giovanni Bernaudeau       | Wilco Kelderman              | Sky                    |
| 5                  | Arthur Vichot        | Bradley Wiggins    | Tony Gallopin         | Cayetano Sarmiento        | Wilco Kelderman              | Sky                    |
| 6                  | Nairo Quintana       | Bradley Wiggins    | Cadel Evans           | Cayetano Sarmiento        | Wilco Kelderman              | Sky                    |
| 7                  | Daniel Moreno        | Bradley Wiggins    | Cadel Evans           | Cayetano Sarmiento        | Wilco Kelderman              | Sky                    |
| Classements finals | Classements finals   | Bradley Wiggins    | Cadel Evans           | Cayetano Sarmiento        | Wilco Kelderman              | Sky                    |

## Liste des participants
- Liste de départ complète

| Légende                             | Légende                                                                                                  | Légende                                | Légende                                                                                                  |
| ----------------------------------- | --- | -------------------------------------- | --- |
| Num                                 | Dossard de départ porté par le coureur sur ce Critérium du Dauphiné                                      | Pos                                    | Position finale au classement général                                                                    |
| Leader du classement général        | Indique le vainqueur du classement général                                                               | Leader du classement par points        | Indique le vainqueur du classement par points                                                            |
| Leader du classement de la montagne | Indique le vainqueur du classement de la montagne                                                        | Leader du classement du meilleur jeune | Indique le vainqueur du classement du meilleur jeune                                                     |
|                                     | Indique un maillot de champion national ou mondial, suivi de sa spécialité                               | #                                      | Indique la meilleure équipe                                                                              |
| NP                                  | Indique un coureur qui n'a pas pris le départ d'une étape, suivi du numéro de l'étape où il s'est retiré | AB                                     | Indique un coureur qui n'a pas terminé une étape, suivi du numéro de l'étape où il s'est retiré          |
| HD                                  | Indique un coureur qui a terminé une étape hors des délais, suivi du numéro de l'étape                   | *                                      | Indique un coureur en lice pour le classement du meilleur jeune (coureurs nés après le 1er janvier 1987) |

| Team Sky SKY | Team Sky SKY                       | Team Sky SKY |
| ------------ | ---------------------------------- | ------------ |
| Num          | Coureur                            | Pos          |
| 1            | Bradley Wiggins (GBR) (route)      | 1er          |
| 2            | Christopher Froome (GBR)           | 4e           |
| 3            | Edvald Boasson Hagen (NOR)         | 51e          |
| 4            | Christian Knees (GER)              | 112e         |
| 5            | Danny Pate (USA)                   | 142e         |
| 6            | Richie Porte (AUS)                 | 9e           |
| 7            | Michael Rogers (AUS)               | 2e           |
| 8            | Kanstantsin Siutsou (BLR) (chrono) | 64e          |

| BMC Racing Team BMC | BMC Racing Team BMC                      | BMC Racing Team BMC |
| ------------------- | ---------------------------------------- | ------------------- |
| Num                 | Coureur                                  | Pos                 |
| 11                  | Cadel Evans (AUS)                        | 3e                  |
| 12                  | Philippe Gilbert (BEL) (route et chrono) | 109e                |
| 13                  | George Hincapie (USA)                    | 63e                 |
| 14                  | Amaël Moinard (FRA)                      | 34e                 |
| 15                  | Steve Morabito (SUI)                     | 81e                 |
| 16                  | Manuel Quinziato (ITA)                   | 124e                |
| 17                  | Michael Schär (SUI)                      | 50e                 |
| 18                  | Tejay van Garderen (USA)                 | 14e                 |

| Astana AST | Astana AST                     | Astana AST |
| ---------- | ------------------------------ | ---------- |
| Num        | Coureur                        | Pos        |
| 21         | Alexandre Vinokourov (KAZ)     | 119e       |
| 22         | Borut Božič (SLO)              | 123e       |
| 23         | Janez Brajkovič (SLO) (chrono) | 7e         |
| 24         | Dmitriy Fofonov (KAZ)          | 82e        |
| 25         | Andriy Grivko (UKR)            | 84e        |
| 26         | Maxim Iglinskiy (KAZ)          | AB-7       |
| 27         | Andrey Kashechkin (KAZ)        | 31e        |
| 28         | Egor Silin (RUS)               | 20e        |

| Lotto-Belisol LTB | Lotto-Belisol LTB           | Lotto-Belisol LTB |
| ----------------- | --------------------------- | ----------------- |
| Num               | Coureur                     | Pos               |
| 31                | Jurgen Van den Broeck (BEL) | 5e                |
| 32                | Kenny Dehaes (BEL)          | 147e              |
| 33                | Gert Dockx (BEL)            | 127e              |
| 34                | Maarten Neyens (BEL)        | 143e              |
| 35                | Jurgen Van de Walle (BEL)   | 103e              |
| 36                | Tosh Van der Sande (BEL)    | 145e              |
| 37                | Jelle Vanendert (BEL)       | 85e               |
| 38                | Frederik Willems (BEL)      | AB-7              |

| Katusha KAT | Katusha KAT            | Katusha KAT |
| ----------- | ---------------------- | ----------- |
| Num         | Coureur                | Pos         |
| 41          | Denis Menchov (RUS)    | 42e         |
| 42          | Maxim Belkov (RUS)     | 104e        |
| 43          | Xavier Florencio (ESP) | AB-6        |
| 44          | Petr Ignatenko (RUS)   | 54e         |
| 45          | Alberto Losada (ESP)   | 47e         |
| 46          | Daniel Moreno (ESP)    | 13e         |
| 47          | Yury Trofimov (RUS)    | 43e         |
| 48          | Eduard Vorganov (RUS)  | 93e         |

| Team Europcar EUC | Team Europcar EUC              | Team Europcar EUC |
| ----------------- | ------------------------------ | ----------------- |
| Num               | Coureur                        | Pos               |
| 51                | Thomas Voeckler (FRA)          | AB-7              |
| 52                | Giovanni Bernaudeau (FRA)      | 136e              |
| 53                | Anthony Charteau (FRA)         | 57e               |
| 54                | Cyril Gautier (FRA)            | 36e               |
| 55                | Christophe Kern (FRA) (chrono) | HD-7              |
| 56                | Davide Malacarne (ITA)         | 55e               |
| 57                | Kévin Réza (FRA)               | 100e              |
| 58                | Pierre Rolland (FRA)           | 21e               |

| AG2R La Mondiale ALM | AG2R La Mondiale ALM         | AG2R La Mondiale ALM |
| -------------------- | ---------------------------- | -------------------- |
| Num                  | Coureur                      | Pos                  |
| 61                   | Jean-Christophe Péraud (FRA) | 68e                  |
| 62                   | Maxime Bouet (FRA)           | 39e                  |
| 63                   | Mikaël Cherel (FRA)          | 60e                  |
| 64                   | Sylvain Georges (FRA)        | AB-5                 |
| 65                   | Sébastien Hinault (FRA)      | 130e                 |
| 66                   | Blel Kadri (FRA)             | 58e                  |
| 67                   | Rinaldo Nocentini (ITA)      | 19e                  |
| 68                   | Christophe Riblon (FRA)      | 86e                  |

| RadioShack-Nissan RNT | RadioShack-Nissan RNT   | RadioShack-Nissan RNT |
| --------------------- | ----------------------- | --------------------- |
| Num                   | Coureur                 | Pos                   |
| 71                    | Andy Schleck (LUX)      | AB-6                  |
| 72                    | Tony Gallopin (FRA)     | 32e                   |
| 73                    | Markel Irizar (ESP)     | 74e                   |
| 74                    | Tiago Machado (POR)     | 18e                   |
| 75                    | Yaroslav Popovych (UKR) | 114e                  |
| 76                    | Hayden Roulston (NZL)   | 110e                  |
| 77                    | Haimar Zubeldia (ESP)   | 10e                   |

| Liquigas-Cannondale LIQ | Liquigas-Cannondale LIQ  | Liquigas-Cannondale LIQ |
| ----------------------- | ------------------------ | ----------------------- |
| Num                     | Coureur                  | Pos                     |
| 81                      | Vincenzo Nibali (ITA)    | 28e                     |
| 82                      | Federico Canuti (ITA)    | 80e                     |
| 83                      | Kristjan Koren (SLO)     | 33e                     |
| 84                      | Dominik Nerz (GER)       | 35e                     |
| 85                      | Maciej Paterski (POL)    | 37e                     |
| 86                      | Daniele Ratto (ITA)      | 118e                    |
| 87                      | Cayetano Sarmiento (COL) | 61e                     |
| 88                      | Alessandro Vanotti (ITA) | 107e                    |

| Cofidis, le Crédit en Ligne COF | Cofidis, le Crédit en Ligne COF | Cofidis, le Crédit en Ligne COF |
| ------------------------------- | ------------------------------- | ------------------------------- |
| Num                             | Coureur                         | Pos                             |
| 91                              | Rein Taaramäe (EST) (chrono)    | 96e                             |
| 92                              | Yoann Bagot (FRA)               | 56e                             |
| 93                              | Rémy Di Grégorio (FRA)          | 30e                             |
| 94                              | Leonardo Duque (COL)            | 120e                            |
| 95                              | Nicolas Edet (FRA)              | 79e                             |
| 96                              | Luis Ángel Maté (ESP)           | 75e                             |
| 97                              | David Moncoutié (FRA)           | 73e                             |
| 98                              | Nicolas Vogondy (FRA)           | 88e                             |

| Euskaltel-Euskadi EUS | Euskaltel-Euskadi EUS       | Euskaltel-Euskadi EUS |
| --------------------- | --------------------------- | --------------------- |
| Num                   | Coureur                     | Pos                   |
| 101                   | Samuel Sánchez (ESP)        | 126e                  |
| 102                   | Jorge Azanza (ESP)          | 67e                   |
| 103                   | Pello Bilbao (ESP)          | 146e                  |
| 104                   | Ricardo García Ambroa (ESP) | NP-4                  |
| 105                   | Mikel Landa (ESP)           | 83e                   |
| 106                   | Egoi Martínez (ESP)         | 45e                   |
| 107                   | Alan Pérez (ESP)            | 151e                  |
| 108                   | Gorka Verdugo (ESP)         | 95e                   |

| FDJ-BigMat FDJ | FDJ-BigMat FDJ           | FDJ-BigMat FDJ |
| -------------- | ------------------------ | -------------- |
| Num            | Coureur                  | Pos            |
| 111            | Pierrick Fédrigo (FRA)   | AB-2           |
| 112            | Nacer Bouhanni (FRA)     | AB-5           |
| 113            | Arnaud Gérard (FRA)      | AB-5           |
| 114            | Arnold Jeannesson (FRA)  | NP-6           |
| 115            | Matthieu Ladagnous (FRA) | 72e            |
| 116            | Rémi Pauriol (FRA)       | 40e            |
| 117            | Anthony Roux (FRA)       | 101e           |
| 118            | Arthur Vichot (FRA)      | 70e            |

| Garmin-Barracuda GRS | Garmin-Barracuda GRS         | Garmin-Barracuda GRS |
| -------------------- | ---------------------------- | -------------------- |
| Num                  | Coureur                      | Pos                  |
| 121                  | Christophe Le Mével (FRA)    | 44e                  |
| 122                  | Koldo Fernández (ESP)        | AB-6                 |
| 123                  | Murilo Fischer (BRA) (route) | 129e                 |
| 124                  | Michel Kreder (NED)          | 121e                 |
| 125                  | Dan Martin (IRL)             | 106e                 |
| 126                  | David Millar (GBR)           | 65e                  |
| 127                  | Sébastien Rosseler (BEL)     | NP-5                 |
| 128                  | Sep Vanmarcke (BEL)          | NP-5                 |

| Lampre-ISD LAM | Lampre-ISD LAM                            | Lampre-ISD LAM |
| -------------- | ----------------------------------------- | -------------- |
| Num            | Coureur                                   | Pos            |
| 131            | Davide Cimolai (ITA)                      | 140e           |
| 132            | Denys Kostyuk (UKR)                       | 117e           |
| 133            | Yuriy Krivtsov (FRA)                      | 132e           |
| 134            | Oleksandr Kvachuk (UKR) (route et chrono) | 131e           |
| 135            | Matthew Lloyd (AUS)                       | 113e           |
| 136            | Marco Marzano (ITA)                       | 76e            |
| 137            | Daniele Pietropolli (ITA)                 | 108e           |
| 138            | Simone Stortoni (ITA)                     | 78e            |

| Saxo Bank SAX | Saxo Bank SAX                  | Saxo Bank SAX |
| ------------- | ------------------------------ | ------------- |
| Num           | Coureur                        | Pos           |
| 141           | Daniel Navarro (ESP)           | 16e           |
| 142           | Jonathan Cantwell (AUS)        | 144e          |
| 143           | Juan José Haedo (ARG)          | AB-2          |
| 144           | Jesús Hernández Blázquez (ESP) | 46e           |
| 145           | Kasper Klostergaard (DEN)      | 128e          |
| 146           | Bruno Pires (POR)              | 15e           |
| 147           | Nicki Sørensen (DEN) (route)   | 69e           |
| 148           | David Tanner (AUS)             | 137e          |

| Movistar Team MOV | Movistar Team MOV        | Movistar Team MOV |
| ----------------- | ------------------------ | ----------------- |
| Num               | Coureur                  | Pos               |
| 151               | Juan José Cobo (ESP)     | AB-5              |
| 152               | Andrey Amador (CRC)      | 26e               |
| 153               | David Arroyo (ESP)       | 62e               |
| 154               | Imanol Erviti (ESP)      | 90e               |
| 155               | Vasil Kiryienka (BLR)    | 6e                |
| 156               | David López García (ESP) | 98e               |
| 157               | Rubén Plaza (ESP)        | 53e               |
| 158               | Nairo Quintana (COL)     | 38e               |

| Omega Pharma-Quick Step OPQ | Omega Pharma-Quick Step OPQ    | Omega Pharma-Quick Step OPQ |
| --------------------------- | ------------------------------ | --------------------------- |
| Num                         | Coureur                        | Pos                         |
| 161                         | Tony Martin (GER) (chrono)     | 23e                         |
| 162                         | Sylvain Chavanel (FRA) (route) | 49e                         |
| 163                         | Gerald Ciolek (GER)            | 91e                         |
| 164                         | Kevin De Weert (BEL)           | 77e                         |
| 165                         | Dries Devenyns (BEL)           | 59e                         |
| 166                         | Bert Grabsch (GER) (chrono)    | 122e                        |
| 167                         | Jérôme Pineau (FRA)            | 97e                         |
| 168                         | Stijn Vandenbergh (BEL)        | 116e                        |

| Orica-GreenEDGE OGE | Orica-GreenEDGE OGE                 | Orica-GreenEDGE OGE |
| ------------------- | ----------------------------------- | ------------------- |
| Num                 | Coureur                             | Pos                 |
| 171                 | Simon Gerrans (AUS) (route)         | 94e                 |
| 172                 | Simon Clarke (AUS)                  | 125e                |
| 173                 | Luke Durbridge (AUS) (chrono)       | NP-5                |
| 174                 | Leigh Howard (AUS)                  | 149e                |
| 175                 | Travis Meyer (AUS)                  | 135e                |
| 176                 | Wesley Sulzberger (AUS)             | 141e                |
| 177                 | Daniel Teklehaimanot (ERI) (chrono) | 92e                 |
| 178                 | Pieter Weening (NED)                | 11e                 |

| Rabobank RAB | Rabobank RAB                     | Rabobank RAB |
| ------------ | -------------------------------- | ------------ |
| Num          | Coureur                          | Pos          |
| 181          | Luis León Sánchez (ESP) (chrono) | 12e          |
| 182          | Carlos Barredo (ESP)             | 66e          |
| 183          | Wilco Kelderman (NED)            | 8e           |
| 184          | Paul Martens (GER)               | 89e          |
| 185          | Michael Matthews (AUS)           | 138e         |
| 186          | Bram Tankink (NED)               | 48e          |
| 187          | Maarten Tjallingii (NED)         | 133e         |
| 188          | Jos van Emden (NED)              | 148e         |

| Saur-Sojasun SAU | Saur-Sojasun SAU         | Saur-Sojasun SAU |
| ---------------- | ------------------------ | ---------------- |
| Num              | Coureur                  | Pos              |
| 191              | Jérôme Coppel (FRA)      | 17e              |
| 192              | Anthony Delaplace (FRA)  | NP-6             |
| 193              | Brice Feillu (FRA)       | 41e              |
| 194              | Fabrice Jeandesboz (FRA) | 24e              |
| 195              | Cyril Lemoine (FRA)      | 111e             |
| 196              | Guillaume Levarlet (FRA) | 25e              |
| 197              | Maxime Méderel (FRA)     | 22e              |
| 198              | Julien Simon (FRA)       | 105e             |

| Argos-Shimano ARG | Argos-Shimano ARG          | Argos-Shimano ARG |
| ----------------- | -------------------------- | ----------------- |
| Num               | Coureur                    | Pos               |
| 201               | John Degenkolb (GER)       | 115e              |
| 202               | Yukihiro Doi (JPN) (route) | 134e              |
| 203               | Johannes Fröhlinger (GER)  | 87e               |
| 204               | Alexandre Geniez (FRA)     | 27e               |
| 205               | Simon Geschke (GER)        | NP-5              |
| 206               | Thierry Hupond (FRA)       | 102e              |
| 207               | Roger Kluge (GER)          | 150e              |
| 208               | Matthieu Sprick (FRA)      | AB-5              |

| Vacansoleil-DCM VCD | Vacansoleil-DCM VCD        | Vacansoleil-DCM VCD |
| ------------------- | -------------------------- | ------------------- |
| Num                 | Coureur                    | Pos                 |
| 211                 | Lieuwe Westra (NED)        | 71e                 |
| 212                 | Matteo Carrara (ITA)       | 29e                 |
| 213                 | Stefan Denifl (AUT)        | NP-6                |
| 214                 | Stijn Devolder (BEL)       | AB-5                |
| 215                 | Pim Ligthart (NED) (route) | AB-2                |
| 216                 | Bert-Jan Lindeman (NED)    | 139e                |
| 217                 | Rob Ruijgh (NED)           | 52e                 |
| 218                 | Frederik Veuchelen (BEL)   | 99e                 |

| Team Sky SKY | Team Sky SKY                       | Team Sky SKY |
| ------------ | ---------------------------------- | ------------ |
| Num          | Coureur                            | Pos          |
| 1            | Bradley Wiggins (GBR) (route)      | 1er          |
| 2            | Christopher Froome (GBR)           | 4e           |
| 3            | Edvald Boasson Hagen (NOR)         | 51e          |
| 4            | Christian Knees (GER)              | 112e         |
| 5            | Danny Pate (USA)                   | 142e         |
| 6            | Richie Porte (AUS)                 | 9e           |
| 7            | Michael Rogers (AUS)               | 2e           |
| 8            | Kanstantsin Siutsou (BLR) (chrono) | 64e          |

| BMC Racing Team BMC | BMC Racing Team BMC                      | BMC Racing Team BMC |
| ------------------- | ---------------------------------------- | ------------------- |
| Num                 | Coureur                                  | Pos                 |
| 11                  | Cadel Evans (AUS)                        | 3e                  |
| 12                  | Philippe Gilbert (BEL) (route et chrono) | 109e                |
| 13                  | George Hincapie (USA)                    | 63e                 |
| 14                  | Amaël Moinard (FRA)                      | 34e                 |
| 15                  | Steve Morabito (SUI)                     | 81e                 |
| 16                  | Manuel Quinziato (ITA)                   | 124e                |
| 17                  | Michael Schär (SUI)                      | 50e                 |
| 18                  | Tejay van Garderen (USA)                 | 14e                 |

| Astana AST | Astana AST                     | Astana AST |
| ---------- | ------------------------------ | ---------- |
| Num        | Coureur                        | Pos        |
| 21         | Alexandre Vinokourov (KAZ)     | 119e       |
| 22         | Borut Božič (SLO)              | 123e       |
| 23         | Janez Brajkovič (SLO) (chrono) | 7e         |
| 24         | Dmitriy Fofonov (KAZ)          | 82e        |
| 25         | Andriy Grivko (UKR)            | 84e        |
| 26         | Maxim Iglinskiy (KAZ)          | AB-7       |
| 27         | Andrey Kashechkin (KAZ)        | 31e        |
| 28         | Egor Silin (RUS)               | 20e        |

| Lotto-Belisol LTB | Lotto-Belisol LTB           | Lotto-Belisol LTB |
| ----------------- | --------------------------- | ----------------- |
| Num               | Coureur                     | Pos               |
| 31                | Jurgen Van den Broeck (BEL) | 5e                |
| 32                | Kenny Dehaes (BEL)          | 147e              |
| 33                | Gert Dockx (BEL)            | 127e              |
| 34                | Maarten Neyens (BEL)        | 143e              |
| 35                | Jurgen Van de Walle (BEL)   | 103e              |
| 36                | Tosh Van der Sande (BEL)    | 145e              |
| 37                | Jelle Vanendert (BEL)       | 85e               |
| 38                | Frederik Willems (BEL)      | AB-7              |

| Katusha KAT | Katusha KAT            | Katusha KAT |
| ----------- | ---------------------- | ----------- |
| Num         | Coureur                | Pos         |
| 41          | Denis Menchov (RUS)    | 42e         |
| 42          | Maxim Belkov (RUS)     | 104e        |
| 43          | Xavier Florencio (ESP) | AB-6        |
| 44          | Petr Ignatenko (RUS)   | 54e         |
| 45          | Alberto Losada (ESP)   | 47e         |
| 46          | Daniel Moreno (ESP)    | 13e         |
| 47          | Yury Trofimov (RUS)    | 43e         |
| 48          | Eduard Vorganov (RUS)  | 93e         |

| Team Europcar EUC | Team Europcar EUC              | Team Europcar EUC |
| ----------------- | ------------------------------ | ----------------- |
| Num               | Coureur                        | Pos               |
| 51                | Thomas Voeckler (FRA)          | AB-7              |
| 52                | Giovanni Bernaudeau (FRA)      | 136e              |
| 53                | Anthony Charteau (FRA)         | 57e               |
| 54                | Cyril Gautier (FRA)            | 36e               |
| 55                | Christophe Kern (FRA) (chrono) | HD-7              |
| 56                | Davide Malacarne (ITA)         | 55e               |
| 57                | Kévin Réza (FRA)               | 100e              |
| 58                | Pierre Rolland (FRA)           | 21e               |

| AG2R La Mondiale ALM | AG2R La Mondiale ALM         | AG2R La Mondiale ALM |
| -------------------- | ---------------------------- | -------------------- |
| Num                  | Coureur                      | Pos                  |
| 61                   | Jean-Christophe Péraud (FRA) | 68e                  |
| 62                   | Maxime Bouet (FRA)           | 39e                  |
| 63                   | Mikaël Cherel (FRA)          | 60e                  |
| 64                   | Sylvain Georges (FRA)        | AB-5                 |
| 65                   | Sébastien Hinault (FRA)      | 130e                 |
| 66                   | Blel Kadri (FRA)             | 58e                  |
| 67                   | Rinaldo Nocentini (ITA)      | 19e                  |
| 68                   | Christophe Riblon (FRA)      | 86e                  |

| RadioShack-Nissan RNT | RadioShack-Nissan RNT   | RadioShack-Nissan RNT |
| --------------------- | ----------------------- | --------------------- |
| Num                   | Coureur                 | Pos                   |
| 71                    | Andy Schleck (LUX)      | AB-6                  |
| 72                    | Tony Gallopin (FRA)     | 32e                   |
| 73                    | Markel Irizar (ESP)     | 74e                   |
| 74                    | Tiago Machado (POR)     | 18e                   |
| 75                    | Yaroslav Popovych (UKR) | 114e                  |
| 76                    | Hayden Roulston (NZL)   | 110e                  |
| 77                    | Haimar Zubeldia (ESP)   | 10e                   |

| Liquigas-Cannondale LIQ | Liquigas-Cannondale LIQ  | Liquigas-Cannondale LIQ |
| ----------------------- | ------------------------ | ----------------------- |
| Num                     | Coureur                  | Pos                     |
| 81                      | Vincenzo Nibali (ITA)    | 28e                     |
| 82                      | Federico Canuti (ITA)    | 80e                     |
| 83                      | Kristjan Koren (SLO)     | 33e                     |
| 84                      | Dominik Nerz (GER)       | 35e                     |
| 85                      | Maciej Paterski (POL)    | 37e                     |
| 86                      | Daniele Ratto (ITA)      | 118e                    |
| 87                      | Cayetano Sarmiento (COL) | 61e                     |
| 88                      | Alessandro Vanotti (ITA) | 107e                    |

| Cofidis, le Crédit en Ligne COF | Cofidis, le Crédit en Ligne COF | Cofidis, le Crédit en Ligne COF |
| ------------------------------- | ------------------------------- | ------------------------------- |
| Num                             | Coureur                         | Pos                             |
| 91                              | Rein Taaramäe (EST) (chrono)    | 96e                             |
| 92                              | Yoann Bagot (FRA)               | 56e                             |
| 93                              | Rémy Di Grégorio (FRA)          | 30e                             |
| 94                              | Leonardo Duque (COL)            | 120e                            |
| 95                              | Nicolas Edet (FRA)              | 79e                             |
| 96                              | Luis Ángel Maté (ESP)           | 75e                             |
| 97                              | David Moncoutié (FRA)           | 73e                             |
| 98                              | Nicolas Vogondy (FRA)           | 88e                             |

| Euskaltel-Euskadi EUS | Euskaltel-Euskadi EUS       | Euskaltel-Euskadi EUS |
| --------------------- | --------------------------- | --------------------- |
| Num                   | Coureur                     | Pos                   |
| 101                   | Samuel Sánchez (ESP)        | 126e                  |
| 102                   | Jorge Azanza (ESP)          | 67e                   |
| 103                   | Pello Bilbao (ESP)          | 146e                  |
| 104                   | Ricardo García Ambroa (ESP) | NP-4                  |
| 105                   | Mikel Landa (ESP)           | 83e                   |
| 106                   | Egoi Martínez (ESP)         | 45e                   |
| 107                   | Alan Pérez (ESP)            | 151e                  |
| 108                   | Gorka Verdugo (ESP)         | 95e                   |

| FDJ-BigMat FDJ | FDJ-BigMat FDJ           | FDJ-BigMat FDJ |
| -------------- | ------------------------ | -------------- |
| Num            | Coureur                  | Pos            |
| 111            | Pierrick Fédrigo (FRA)   | AB-2           |
| 112            | Nacer Bouhanni (FRA)     | AB-5           |
| 113            | Arnaud Gérard (FRA)      | AB-5           |
| 114            | Arnold Jeannesson (FRA)  | NP-6           |
| 115            | Matthieu Ladagnous (FRA) | 72e            |
| 116            | Rémi Pauriol (FRA)       | 40e            |
| 117            | Anthony Roux (FRA)       | 101e           |
| 118            | Arthur Vichot (FRA)      | 70e            |

| Garmin-Barracuda GRS | Garmin-Barracuda GRS         | Garmin-Barracuda GRS |
| -------------------- | ---------------------------- | -------------------- |
| Num                  | Coureur                      | Pos                  |
| 121                  | Christophe Le Mével (FRA)    | 44e                  |
| 122                  | Koldo Fernández (ESP)        | AB-6                 |
| 123                  | Murilo Fischer (BRA) (route) | 129e                 |
| 124                  | Michel Kreder (NED)          | 121e                 |
| 125                  | Dan Martin (IRL)             | 106e                 |
| 126                  | David Millar (GBR)           | 65e                  |
| 127                  | Sébastien Rosseler (BEL)     | NP-5                 |
| 128                  | Sep Vanmarcke (BEL)          | NP-5                 |

| Lampre-ISD LAM | Lampre-ISD LAM                            | Lampre-ISD LAM |
| -------------- | ----------------------------------------- | -------------- |
| Num            | Coureur                                   | Pos            |
| 131            | Davide Cimolai (ITA)                      | 140e           |
| 132            | Denys Kostyuk (UKR)                       | 117e           |
| 133            | Yuriy Krivtsov (FRA)                      | 132e           |
| 134            | Oleksandr Kvachuk (UKR) (route et chrono) | 131e           |
| 135            | Matthew Lloyd (AUS)                       | 113e           |
| 136            | Marco Marzano (ITA)                       | 76e            |
| 137            | Daniele Pietropolli (ITA)                 | 108e           |
| 138            | Simone Stortoni (ITA)                     | 78e            |

| Saxo Bank SAX | Saxo Bank SAX                  | Saxo Bank SAX |
| ------------- | ------------------------------ | ------------- |
| Num           | Coureur                        | Pos           |
| 141           | Daniel Navarro (ESP)           | 16e           |
| 142           | Jonathan Cantwell (AUS)        | 144e          |
| 143           | Juan José Haedo (ARG)          | AB-2          |
| 144           | Jesús Hernández Blázquez (ESP) | 46e           |
| 145           | Kasper Klostergaard (DEN)      | 128e          |
| 146           | Bruno Pires (POR)              | 15e           |
| 147           | Nicki Sørensen (DEN) (route)   | 69e           |
| 148           | David Tanner (AUS)             | 137e          |

| Movistar Team MOV | Movistar Team MOV        | Movistar Team MOV |
| ----------------- | ------------------------ | ----------------- |
| Num               | Coureur                  | Pos               |
| 151               | Juan José Cobo (ESP)     | AB-5              |
| 152               | Andrey Amador (CRC)      | 26e               |
| 153               | David Arroyo (ESP)       | 62e               |
| 154               | Imanol Erviti (ESP)      | 90e               |
| 155               | Vasil Kiryienka (BLR)    | 6e                |
| 156               | David López García (ESP) | 98e               |
| 157               | Rubén Plaza (ESP)        | 53e               |
| 158               | Nairo Quintana (COL)     | 38e               |

| Omega Pharma-Quick Step OPQ | Omega Pharma-Quick Step OPQ    | Omega Pharma-Quick Step OPQ |
| --------------------------- | ------------------------------ | --------------------------- |
| Num                         | Coureur                        | Pos                         |
| 161                         | Tony Martin (GER) (chrono)     | 23e                         |
| 162                         | Sylvain Chavanel (FRA) (route) | 49e                         |
| 163                         | Gerald Ciolek (GER)            | 91e                         |
| 164                         | Kevin De Weert (BEL)           | 77e                         |
| 165                         | Dries Devenyns (BEL)           | 59e                         |
| 166                         | Bert Grabsch (GER) (chrono)    | 122e                        |
| 167                         | Jérôme Pineau (FRA)            | 97e                         |
| 168                         | Stijn Vandenbergh (BEL)        | 116e                        |

| Orica-GreenEDGE OGE | Orica-GreenEDGE OGE                 | Orica-GreenEDGE OGE |
| ------------------- | ----------------------------------- | ------------------- |
| Num                 | Coureur                             | Pos                 |
| 171                 | Simon Gerrans (AUS) (route)         | 94e                 |
| 172                 | Simon Clarke (AUS)                  | 125e                |
| 173                 | Luke Durbridge (AUS) (chrono)       | NP-5                |
| 174                 | Leigh Howard (AUS)                  | 149e                |
| 175                 | Travis Meyer (AUS)                  | 135e                |
| 176                 | Wesley Sulzberger (AUS)             | 141e                |
| 177                 | Daniel Teklehaimanot (ERI) (chrono) | 92e                 |
| 178                 | Pieter Weening (NED)                | 11e                 |

| Rabobank RAB | Rabobank RAB                     | Rabobank RAB |
| ------------ | -------------------------------- | ------------ |
| Num          | Coureur                          | Pos          |
| 181          | Luis León Sánchez (ESP) (chrono) | 12e          |
| 182          | Carlos Barredo (ESP)             | 66e          |
| 183          | Wilco Kelderman (NED)            | 8e           |
| 184          | Paul Martens (GER)               | 89e          |
| 185          | Michael Matthews (AUS)           | 138e         |
| 186          | Bram Tankink (NED)               | 48e          |
| 187          | Maarten Tjallingii (NED)         | 133e         |
| 188          | Jos van Emden (NED)              | 148e         |

| Saur-Sojasun SAU | Saur-Sojasun SAU         | Saur-Sojasun SAU |
| ---------------- | ------------------------ | ---------------- |
| Num              | Coureur                  | Pos              |
| 191              | Jérôme Coppel (FRA)      | 17e              |
| 192              | Anthony Delaplace (FRA)  | NP-6             |
| 193              | Brice Feillu (FRA)       | 41e              |
| 194              | Fabrice Jeandesboz (FRA) | 24e              |
| 195              | Cyril Lemoine (FRA)      | 111e             |
| 196              | Guillaume Levarlet (FRA) | 25e              |
| 197              | Maxime Méderel (FRA)     | 22e              |
| 198              | Julien Simon (FRA)       | 105e             |

| Argos-Shimano ARG | Argos-Shimano ARG          | Argos-Shimano ARG |
| ----------------- | -------------------------- | ----------------- |
| Num               | Coureur                    | Pos               |
| 201               | John Degenkolb (GER)       | 115e              |
| 202               | Yukihiro Doi (JPN) (route) | 134e              |
| 203               | Johannes Fröhlinger (GER)  | 87e               |
| 204               | Alexandre Geniez (FRA)     | 27e               |
| 205               | Simon Geschke (GER)        | NP-5              |
| 206               | Thierry Hupond (FRA)       | 102e              |
| 207               | Roger Kluge (GER)          | 150e              |
| 208               | Matthieu Sprick (FRA)      | AB-5              |

| Vacansoleil-DCM VCD | Vacansoleil-DCM VCD        | Vacansoleil-DCM VCD |
| ------------------- | -------------------------- | ------------------- |
| Num                 | Coureur                    | Pos                 |
| 211                 | Lieuwe Westra (NED)        | 71e                 |
| 212                 | Matteo Carrara (ITA)       | 29e                 |
| 213                 | Stefan Denifl (AUT)        | NP-6                |
| 214                 | Stijn Devolder (BEL)       | AB-5                |
| 215                 | Pim Ligthart (NED) (route) | AB-2                |
| 216                 | Bert-Jan Lindeman (NED)    | 139e                |
| 217                 | Rob Ruijgh (NED)           | 52e                 |
| 218                 | Frederik Veuchelen (BEL)   | 99e                 |